# 世界游泳錦標賽游泳賽事女子得獎者列表
这是1973年至2025年世界游泳锦标赛女子游泳奖牌得主完整列表。

## 奖牌得主

### 50米自由泳
| 年            | 金牌                        | 银牌                             | 铜牌                            |
| 1986 马德里   | Tamara Costache（羅馬尼亞） | 克里斯汀·奥托（东德）            | Marie-Thérèse Armentero（瑞士） |
| 1991 伯斯     | 庄泳（中国）                | Leigh Ann Fetter（美国）         | 未颁发                          |
| 1991 伯斯     | 庄泳（中国）                | 卡特琳·普莱温斯基（法國）        | 未颁发                          |
| 1994 罗马     | 乐靖宜（中国）              | Natalya Meshcheryakova（俄罗斯） | 埃米·范戴肯（美国）             |
| 1998 伯斯     | 埃米·范戴肯（美国）         | 桑德拉·弗尔克尔（德国）          | 单莺（中国）                    |
| 2001 福冈     | 英厄·德布勒因（荷兰）       | 特蕾瑟·阿尔斯哈马尔（瑞典）      | 桑德拉·弗尔克尔（德国）         |
| 2003 巴塞罗那 | 英厄·德布勒因（荷兰）       | 艾丽斯·米尔斯（澳大利亚）        | 莉比·伦顿（澳大利亚）           |
| 2005 蒙特利尔 | 莉比·伦顿（澳大利亚）       | 马伦·费尔德海斯（荷兰）          | 朱颖文（中国）                  |
| 2007 墨尔本   | 莉比·伦顿（澳大利亚）       | 特蕾瑟·阿尔斯哈马尔（瑞典）      | 马伦·费尔德海斯（荷兰）         |
| 2009 罗马     | 布丽塔·斯特芬（德国）       | 特蕾瑟·阿尔斯哈马尔（瑞典）      | 马伦·费尔德海斯（荷兰）         |
| 2009 罗马     | 布丽塔·斯特芬（德国）       | 特蕾瑟·阿尔斯哈马尔（瑞典）      | 凯特·坎贝尔（澳大利亚）         |
| 2011 上海     | 特蕾瑟·阿尔斯哈马尔（瑞典） | 拉诺米·克罗莫维焦约（荷兰）      | 马伦·费尔德海斯（荷兰）         |
| 2013 巴塞罗那 | 拉诺米·克罗莫维焦约（荷兰） | 凯特·坎贝尔（澳大利亚）          | 弗朗西斯卡·哈尔索尔（英国）     |
| 2015 喀山     | 勃朗特·坎贝尔（澳大利亚）   | 拉诺米·克罗莫维焦约（荷兰）      | 萨拉·舍斯特伦（瑞典）           |
| 2017 布達佩斯 | 萨拉·舍斯特伦（瑞典）       | 拉諾米·克羅莫維焦約（荷兰）      | 西蒙娜·曼努埃爾（美国）         |
| 2019 光州     | 西蒙娜·曼努埃爾（美国）     | 萨拉·舍斯特伦（瑞典）            | 凱特·坎貝爾（澳大利亚）         |
| 2022 布達佩斯 | 萨拉·舍斯特伦（瑞典）       | 卡塔日娜·瓦西克（波兰）          | 梅格·哈里斯（澳大利亚）         |
| 2022 布達佩斯 | 萨拉·舍斯特伦（瑞典）       | 卡塔日娜·瓦西克（波兰）          | 艾丽卡·布朗（美国）             |
| 2023 福冈     | 萨拉·舍斯特伦（瑞典）       | 谢娜·杰克（澳大利亚）            | 张雨霏（中国）                  |
| 2024 多哈     | 萨拉·舍斯特伦（瑞典）       | 凯特·道格拉斯（美国）            | 卡塔日娜·瓦西克（波兰）         |
| 2025 新加坡   | 梅格·哈里斯（澳大利亚）     | 吴卿风（中国）                   | 程玉洁（中国）                  |

### 100米自由泳
| 年              | 金牌                                | 银牌                          | 铜牌                            |
| 1973 贝尔格莱德 | 科内莉亚·恩德（东德）               | 雪莉·巴巴绍夫（美国）         | Enith Brigitha（荷兰）          |
| 1975 卡利       | 科内莉亚·恩德（东德）               | 雪莉·巴巴绍夫（美国）         | Enith Brigitha（荷兰）          |
| 1978 柏林       | 芭芭拉·克劳泽（东德）               | Lene Jenssen（挪威）          | Larisa Tsaryova（苏联）         |
| 1982 瓜亚基尔   | Birgit Meineke（东德）              | Annemarie Verstappen（荷兰）  | 吉尔·斯特克尔（美国）           |
| 1986 马德里     | 克里斯汀·奥托（东德）               | 詹娜·约翰逊（美国）           | Conny van Bentum（荷兰）        |
| 1991 伯斯       | 妮科尔·海斯利特（美国）             | 卡特琳·普莱温斯基（法國）     | 庄泳（中国）                    |
| 1994 罗马       | 乐靖宜（中国）                      | 吕彬（中国）                  | 弗兰齐斯卡·范阿尔姆齐克（德国） |
| 1998 伯斯       | 珍妮·湯普森（美国）                 | 马丁娜·莫拉夫佐娃（斯洛伐克） | 单莺（中国）                    |
| 2001 福冈       | 英厄·德布勒因（荷兰）               | 卡特琳·迈斯纳（德国）         | 桑德拉·弗尔克尔（德国）         |
| 2003 巴塞罗那   | Hanna-Maria Seppälä（芬兰）         | 乔迪·亨利（澳大利亚）         | 珍妮·湯普森（美国）             |
| 2005 蒙特利尔   | 乔迪·亨利（澳大利亚）               | 纳塔莉·考芙林（美国）         | 未颁发                          |
| 2005 蒙特利尔   | 乔迪·亨利（澳大利亚）               | Malia Metella（法國）         | 未颁发                          |
| 2007 墨尔本     | 莉比·伦顿（澳大利亚）               | 马伦·费尔德海斯（荷兰）       | 布丽塔·斯特芬（德国）           |
| 2009 罗马       | 布丽塔·斯特芬（德国）               | 弗朗西斯卡·哈尔索尔（英国）   | 莉比·特里克特（澳大利亚）       |
| 2011 上海       | 珍妮特·奥特森（丹麦）               | 未颁发                        | 拉诺米·克罗莫维焦约（荷兰）     |
| 2011 上海       | 亚历山德拉·格拉西梅尼娅（白俄罗斯） | 未颁发                        | 拉诺米·克罗莫维焦约（荷兰）     |
| 2013 巴塞罗那   | 凯特·坎贝尔（澳大利亚）             | 莎拉·斯约史卓姆（瑞典）       | 拉诺米·克罗莫维焦约（荷兰）     |
| 2015 喀山       | 勃朗特·坎贝尔（澳大利亚）           | 莎拉·斯约史卓姆（瑞典）       | 凯特·坎贝尔（澳大利亚）         |
| 2017 布達佩斯   | 西蒙娜·曼努埃爾（美国）             | 莎拉·斯約史卓姆（瑞典）       | 佩妮萊·布盧默（丹麦）           |
| 2019 光州       | 西蒙娜·曼努埃爾（美国）             | 凱特·坎貝爾（澳大利亚）       | 莎拉·斯約史卓姆（瑞典）         |
| 2022 布達佩斯   | 莫莉·奥卡拉汉（澳大利亚）           | 萨拉·舍斯特伦（瑞典）         | 托丽·赫斯克（美国）             |
| 2023 福冈       | 莫莉·奥卡拉汉（澳大利亚）           | 何詩蓓（中國香港）            | 玛丽特·斯滕贝亨（荷兰）         |
| 2024 多哈       | 玛丽特·斯滕贝亨（荷兰）             | 何詩蓓（中國香港）            | 谢娜·杰克（澳大利亚）           |
| 2025 新加坡     | 玛丽特·斯滕贝亨（荷兰）             | 莫莉·奥卡拉汉（澳大利亚）     | 托丽·赫斯克（美国）             |

### 200米自由泳
| 年              | 金牌                            | 银牌                          | 铜牌                          |
| 1973 贝尔格莱德 | 基娜·罗思哈默（美国）           | 雪莉·巴巴绍夫（美国）         | 安德烈娅·艾费（东德）         |
| 1975 卡利       | 雪莉·巴巴绍夫（美国）           | 科内莉亚·恩德（东德）         | Enith Brigitha（荷兰）        |
| 1978 柏林       | Cynthia Woodhead（美国）        | 芭芭拉·克劳泽（东德）         | Larisa Tsaryova（苏联）       |
| 1982 瓜亚基尔   | Annemarie Verstappen（荷兰）    | Birgit Meineke（东德）        | Annelies Maas（荷兰）         |
| 1986 马德里     | 海克·弗里德里希（东德）         | 曼努埃拉·施特尔马赫（东德）   | 玛丽·T·马尔（美国）           |
| 1991 伯斯       | 海莉·刘易斯（澳大利亚）         | 珍妮特·埃文斯（美国）         | Mette Jacobsen（丹麦）        |
| 1994 罗马       | 弗兰齐斯卡·范阿尔姆齐克（德国） | 吕彬（中国）                  | 克劳迪娅·波尔（哥斯达黎加）   |
| 1998 伯斯       | 克劳迪娅·波尔（哥斯达黎加）     | 马丁娜·莫拉夫佐娃（斯洛伐克） | 朱莉娅·格雷维尔（澳大利亚）   |
| 2001 福冈       | 贾恩·鲁尼（澳大利亚）           | 杨雨（中国）                  | 卡梅利娅·波泰克（羅馬尼亞）   |
| 2003 巴塞罗那   | Alena Popchanka（白俄罗斯）     | 马丁娜·莫拉夫佐娃（斯洛伐克） | 杨雨（中国）                  |
| 2005 蒙特利尔   | Solenne Figuès（法國）          | 费代丽卡·佩莱格里尼（義大利） | 杨雨（中国）                  |
| 2005 蒙特利尔   | Solenne Figuès（法國）          | 费代丽卡·佩莱格里尼（義大利） | Josefin Lillhage（瑞典）      |
| 2007 墨尔本     | 洛尔·马诺杜（法國）             | Annika Lurz（德国）           | 费代丽卡·佩莱格里尼（義大利） |
| 2009 罗马       | 费代丽卡·佩莱格里尼（義大利）   | 艾莉森·施米特（美国）         | 达娜·沃尔默（美国）           |
| 2011 上海       | 费代丽卡·佩莱格里尼（義大利）   | 凯莉·帕尔默（澳大利亚）       | 卡米耶·米法（法國）           |
| 2013 巴塞罗那   | 蜜茜·富兰克林（美国）           | 费代丽卡·佩莱格里尼（義大利） | 卡米耶·米法（法國）           |
| 2015 喀山       | 姬蒂·雷德基（美国）             | 费代丽卡·佩莱格里尼（義大利） | 蜜茜·富兰克林（美国）         |
| 2017 布达佩斯   | 费代丽卡·佩莱格里尼（義大利）   | 姬蒂·雷德基（美国）           | 未颁发                        |
| 2017 布达佩斯   | 费代丽卡·佩莱格里尼（義大利）   | 艾瑪·麥基翁（澳大利亚）       | 未颁发                        |
| 2019 光州       | 费代丽卡·佩莱格里尼（義大利）   | 阿里亚妮·蒂特马斯（澳大利亚） | 莎拉·斯约史卓姆（瑞典）       |
| 2022 布达佩斯   | 杨浚瑄（中国）                  | 莫莉·奥卡拉汉（澳大利亚）     | 汤慕涵（中国）                |
| 2023 福冈       | 莫莉·奥卡拉汉（澳大利亚）       | 阿里亚妮·蒂特马斯（澳大利亚） | 萨默·麦金托什（加拿大）       |
| 2024 多哈       | 何诗蓓（中國香港）              | 埃丽卡·费尔韦瑟（新西兰）     | 布里安娜·思罗塞尔（澳大利亚） |
| 2025 新加坡     | 莫莉·奥卡拉汉（澳大利亚）       | 李冰洁（中国）                | 克莱尔·温斯坦（美国）         |

### 400米自由泳
| 年              | 金牌                          | 银牌                         | 铜牌                        |
| 1973 贝尔格莱德 | Heather Greenwood（美国）     | 基娜·罗思哈默（美国）        | 诺韦拉·卡利加里斯（義大利） |
| 1975 卡利       | 雪莉·巴巴绍夫（美国）         | Jennifer Turrall（澳大利亚） | Kathy Heddy（美国）         |
| 1978 柏林       | 特蕾西·威克姆（澳大利亚）     | Cynthia Woodhead（美国）     | Kim Linehan（美国）         |
| 1982 瓜亚基尔   | 卡梅拉·施密特（东德）         | 彼得拉·施奈德（东德）        | 蒂法妮·科恩（美国）         |
| 1986 马德里     | 海克·弗里德里希（东德）       | 阿斯特丽德·施特劳斯（东德）  | 萨拉·哈德卡斯尔（英国）     |
| 1991 伯斯       | 珍妮特·埃文斯（美国）         | 海莉·刘易斯（澳大利亚）      | 千叶铃（日本）              |
| 1994 罗马       | 杨爱华（中国）                | 克里斯蒂娜·托伊舍（美国）    | 克劳迪娅·波尔（哥斯达黎加） |
| 1998 伯斯       | 陈妍（中国）                  | 布鲁克·本内特（美国）        | 达格玛·哈泽（德国）         |
| 2001 福冈       | 亞娜·克洛科娃（乌克兰）       | 克劳迪娅·波尔（哥斯达黎加）  | 汉娜·施托克鲍尔（德国）     |
| 2003 巴塞罗那   | 汉娜·施托克鲍尔（德国）       | 伊娃·利兹托夫（匈牙利）      | 黛安娜·芒兹（美国）         |
| 2005 蒙特利尔   | 洛尔·马诺杜（法國）           | 柴田亞衣（日本）             | 凯特琳·麦克拉奇（英国）     |
| 2007 墨尔本     | 洛尔·马诺杜（法國）           | 奥蒂利娅·延杰伊恰克（波兰）  | 柴田亞衣（日本）            |
| 2009 罗马       | 费代丽卡·佩莱格里尼（義大利） | 乔安妮·杰克逊（英国）        | 丽贝卡·阿德林顿（英国）     |
| 2011 上海       | 费代丽卡·佩莱格里尼（義大利） | 丽贝卡·阿德林顿（英国）      | 卡米耶·米法（法國）         |
| 2013 巴塞罗那   | 姬蒂·雷德基（美国）           | Melanie Costa（西班牙）      | 劳伦·博伊尔（新西兰）       |
| 2015 喀山       | 姬蒂·雷德基（美国）           | 莎龙·范劳文达尔（荷兰）      | 杰茜卡·阿什伍德（澳大利亚） |
| 2017 布達佩斯   | 姬蒂·雷德基（美国）           | 利娅·史密斯（美国）          | 李冰潔（中国）              |
| 2019 光州       | 阿里亚妮·蒂特马斯（澳大利亚） | 姬蒂·雷德基（美国）          | 利娅·史密斯（美国）         |
| 2022 布達佩斯   | 姬蒂·雷德基（美国）           | 萨默·麦金托什（加拿大）      | 利娅·史密斯（美国）         |
| 2023 福冈       | 阿里亚妮·蒂特马斯（澳大利亚） | 姬蒂·雷德基（美国）          | 埃丽卡·费尔韦瑟（新西兰）   |
| 2024 多哈       | 埃丽卡·费尔韦瑟（新西兰）     | 李冰潔（中国）               | 伊莎贝尔·玛丽·格泽（德国）  |
| 2025 新加坡     | 萨默·麦金托什（加拿大）       | 李冰潔（中国）               | 姬蒂·雷德基（美国）         |

### 800米自由泳
| 年              | 金牌                         | 银牌                       | 铜牌                          |
| 1973 贝尔格莱德 | 诺韦拉·卡利加里斯（義大利）  | Joan Harshbarger（美国）   | 古德龙·韦格纳（东德）         |
| 1975 卡利       | Jennifer Turrall（澳大利亚） | Heather Greenwood（美国）  | 雪莉·巴巴绍夫（美国）         |
| 1978 柏林       | 特蕾西·威克姆（澳大利亚）    | Cynthia Woodhead（美国）   | Kim Linehan（美国）           |
| 1982 瓜亚基尔   | Kim Linehan（美国）          | Jackie Willmot（英国）     | 卡梅拉·施密特（东德）         |
| 1986 马德里     | 阿斯特丽德·施特劳斯（东德）  | Katja Hartmann（东德）     | Deborah Babashoff（美国）     |
| 1991 伯斯       | 珍妮特·埃文斯（美国）        | Grit Müller（德国）        | 雅娜·亨克（德国）             |
| 1994 罗马       | 珍妮特·埃文斯（美国）        | 海莉·刘易斯（澳大利亚）    | 布鲁克·本内特（美国）         |
| 1998 伯斯       | 布鲁克·本内特（美国）        | 黛安娜·芒兹（美国）        | Kirsten Vlieghuis（荷兰）     |
| 2001 福冈       | 汉娜·施托克鲍尔（德国）      | 黛安娜·芒兹（美国）        | 凯特琳·桑德诺（美国）         |
| 2003 巴塞罗那   | 汉娜·施托克鲍尔（德国）      | 黛安娜·芒兹（美国）        | 丽贝卡·库克（英国）           |
| 2005 蒙特利尔   | Kate Ziegler（美国）         | Brittany Reimer（加拿大）  | 柴田亞衣（日本）              |
| 2007 墨尔本     | Kate Ziegler（美国）         | 洛尔·马诺杜（法國）        | Hayley Peirsol（美国）        |
| 2009 罗马       | 洛特·弗里斯（丹麦）          | 乔安妮·杰克逊（英国）      | 阿莱西娅·菲利皮（義大利）     |
| 2011 上海       | 丽贝卡·阿德林顿（英国）      | 洛特·弗里斯（丹麦）        | Kate Ziegler（美国）          |
| 2013 巴塞罗那   | 姬蒂·雷德基（美国）          | 洛特·弗里斯（丹麦）        | 劳伦·博伊尔（新西兰）         |
| 2015 喀山       | 姬蒂·雷德基（美国）          | 劳伦·博伊尔（新西兰）      | 贾丝明·卡林（英国）           |
| 2017 布達佩斯   | 姬蒂·雷德基（美国）          | 李冰潔（中国）             | 利娅·史密斯（美国）           |
| 2019 光州       | 姬蒂·雷德基（美国）          | 西蒙娜·夸達雷拉（義大利）  | 阿里亚妮·蒂特马斯（澳大利亚） |
| 2022 布達佩斯   | 姬蒂·雷德基（美国）          | 基雅·梅尔弗顿（澳大利亚）  | 西蒙娜·夸达雷拉（義大利）     |
| 2023 福冈       | 姬蒂·雷德基（美国）          | 李冰潔（中国）             | 阿里亚妮·蒂特马斯（澳大利亚） |
| 2024 多哈       | 西蒙娜·夸达雷拉（義大利）    | 伊莎贝尔·玛丽·格泽（德国） | 埃丽卡·费尔韦瑟（新西兰）     |
| 2025 新加坡     | 姬蒂·雷德基（美国）          | 拉妮·帕利斯特（澳大利亚）  | 萨默·麦金托什（加拿大）       |

### 1500米自由泳
| 年            | 金牌                      | 银牌                           | 铜牌                        |
| 2001 福冈     | 汉娜·施托克鲍尔（德国）   | Flavia Rigamonti（瑞士）       | 黛安娜·芒兹（美国）         |
| 2003 巴塞罗那 | 汉娜·施托克鲍尔（德国）   | Hayley Peirsol（美国）         | 雅娜·亨克（德国）           |
| 2005 蒙特利尔 | Kate Ziegler（美国）      | Flavia Rigamonti（瑞士）       | Brittany Reimer（加拿大）   |
| 2007 墨尔本   | Kate Ziegler（美国）      | Flavia Rigamonti（瑞士）       | 柴田亞衣（日本）            |
| 2009 罗马     | 阿莱西娅·菲利皮（義大利） | 洛特·弗里斯（丹麦）            | 卡梅利娅·波泰克（羅馬尼亞） |
| 2011 上海     | 洛特·弗里斯（丹麦）       | Kate Ziegler（美国）           | 李玄旭（中国）              |
| 2013 巴塞罗那 | 姬蒂·雷德基（美国）       | 洛特·弗里斯（丹麦）            | 劳伦·博伊尔（新西兰）       |
| 2015 喀山     | 姬蒂·雷德基（美国）       | 劳伦·博伊尔（新西兰）          | 考帕什·博格拉尔考（匈牙利） |
| 2017 布達佩斯 | 姬蒂·雷德基（美国）       | 米芮亞·貝蒙特·加西亞（西班牙） | 西蒙娜·夸達雷拉（義大利）   |
| 2019 光州     | 西蒙娜·夸達雷拉（義大利） | 莎拉·克勒（德国）              | 王簡嘉禾（中国）            |
| 2022 布達佩斯 | 姬蒂·雷德基（美国）       | 凱蒂·格萊姆斯（美国）          | 拉妮·帕利斯特（澳大利亚）   |
| 2023 福冈     | 姬蒂·雷德基（美国）       | 西蒙娜·夸達雷拉（義大利）      | 李冰潔（中国）              |
| 2024 多哈     | 西蒙娜·夸達雷拉（義大利） | 李冰潔（中国）                 | 伊莎贝尔·玛丽·格泽（德国）  |
| 2025 新加坡   | 姬蒂·雷德基（美国）       | 西蒙娜·夸達雷拉（義大利）      | 拉妮·帕利斯特（澳大利亚）   |

### 50米仰泳
| 年            | 金牌                          | 银牌                                | 铜牌                                |
| 2001 福冈     | Haley Cope（美国）            | 安特耶·布施舒尔特（德国）           | 纳塔莉·考芙林（美国）               |
| 2003 巴塞罗那 | 尼娜·日瓦涅夫斯卡娅（西班牙） | Ilona Hlaváčková（捷克）            | 稻田法子（日本）                    |
| 2005 蒙特利尔 | 贾恩·鲁尼（澳大利亚）         | 高畅（中国）                        | 安特耶·布施舒尔特（德国）           |
| 2007 墨尔本   | Leila Vaziri（美国）          | 亚历山德拉·格拉西梅尼娅（白俄罗斯） | Tayliah Zimmer（澳大利亚）          |
| 2009 罗马     | 赵菁（中国）                  | Daniela Samulski（德国）            | 高畅（中国）                        |
| 2011 上海     | 阿纳斯塔西娅·祖耶娃（俄罗斯） | 寺川綾（日本）                      | 蜜茜·富兰克林（美国）               |
| 2013 巴塞罗那 | 赵菁（中国）                  | 傅园慧（中国）                      | 寺川綾（日本）                      |
| 2015 喀山     | 傅园慧（中国）                | 艾蒂安·梅代罗斯（巴西）             | 刘湘（中国）                        |
| 2017 布達佩斯 | 艾蒂安·梅代羅斯（巴西）       | 傅園慧（中国）                      | 亚历山德拉·格拉西梅尼娅（白俄罗斯） |
| 2019 光州     | 奥利维娅·斯莫利加（美国）     | 艾蒂安·梅代羅斯（巴西）             | 达里娅·瓦斯金娜（俄罗斯）           |
| 2022 布達佩斯 | 凯莉·马斯（加拿大）           | 凯瑟琳·伯科夫（美国）               | 安娜利娅·皮格雷（法國）             |
| 2023 福冈     | 凯莉·麦基翁（澳大利亚）       | 丽根·史密斯（美国）                 | 劳伦·考克斯（英国）                 |
| 2024 多哈     | 克莱尔·库赞（美国）           | 艾奥娜·安德森（澳大利亚）           | 英格丽德·维尔姆（加拿大）           |
| 2025 新加坡   | 凯瑟琳·伯科夫（美国）         | 丽根·史密斯（美国）                 | 万乐天（中国）                      |

### 100米仰泳
| 年              | 金牌                            | 银牌                          | 铜牌                      |
| 1973 贝尔格莱德 | 乌尔丽克·里希特（东德）         | 梅利莎·贝洛特（美国）         | 温迪·霍格（加拿大）       |
| 1975 卡利       | 乌尔丽克·里希特（东德）         | 比吉特·特赖贝尔（东德）       | 南希·加拉皮克（加拿大）   |
| 1978 柏林       | Linda Jezek（美国）             | 比吉特·特赖贝尔（东德）       | 谢丽尔·吉布森（加拿大）   |
| 1982 瓜亚基尔   | 克里斯汀·奥托（东德）           | 伊娜·克勒贝尔（东德）         | Susan Walsh（美国）       |
| 1986 马德里     | 贝齐·米切尔（美国）             | 卡特琳·齐默尔曼（东德）       | Natalya Shibayeva（苏联） |
| 1991 伯斯       | 埃盖尔赛吉·克里斯蒂娜（匈牙利） | 绍博·廷代（匈牙利）           | 贾妮·瓦格斯塔夫（美国）   |
| 1994 罗马       | 贺慈红（中国）                  | 尼娜·日瓦涅夫斯卡娅（俄罗斯） | 芭芭拉·贝德福德（美国）   |
| 1998 伯斯       | 莉·莫勒（美国）                 | 中村真衣（日本）              | 桑德拉·弗尔克尔（德国）   |
| 2001 福冈       | 纳塔莉·考芙林（美国）           | 迪亚娜·莫卡努（羅馬尼亞）     | 安特耶·布施舒尔特（德国） |
| 2003 巴塞罗那   | 安特耶·布施舒尔特（德国）       | Louise Ørnstedt（丹麦）       | 未颁发                    |
| 2003 巴塞罗那   | 安特耶·布施舒尔特（德国）       | 凯蒂·塞克斯顿（英国）         | 未颁发                    |
| 2005 蒙特利尔   | 柯丝蒂·考文垂（辛巴威）         | 安特耶·布施舒尔特（德国）     | 纳塔莉·考芙林（美国）     |
| 2007 墨尔本     | 纳塔莉·考芙林（美国）           | 洛尔·马诺杜（法國）           | 中村禮子（日本）          |
| 2009 罗马       | Gemma Spofforth（英国）         | 阿纳斯塔西娅·祖耶娃（俄罗斯） | 埃米莉·西博姆（澳大利亚） |
| 2011 上海       | 赵菁（中国）                    | 阿纳斯塔西娅·祖耶娃（俄罗斯） | 纳塔莉·考芙林（美国）     |
| 2013 巴塞罗那   | 蜜茜·富兰克林（美国）           | 埃米莉·西博姆（澳大利亚）     | 寺川綾（日本）            |
| 2015 喀山       | 埃米莉·西博姆（澳大利亚）       | 麦迪逊·威尔逊（澳大利亚）     | 米尔·尼尔森（丹麦）       |
| 2017 布達佩斯   | 凯莉·马斯（加拿大）             | 凱薩琳·貝克（美国）           | 埃米莉·西博姆（澳大利亚） |
| 2019 光州       | 凯莉·马斯（加拿大）             | 明娜·阿瑟顿（澳大利亚）       | 奥利维娅·斯莫利加（美国） |
| 2022 布達佩斯   | 丽根·史密斯（美国）             | 凯莉·马斯（加拿大）           | 克莱尔·库赞（美国）       |
| 2023 福冈       | 凯莉·麦基翁（澳大利亚）         | 丽根·史密斯（美国）           | 凯瑟琳·伯科夫（美国）     |
| 2024 多哈       | 克莱尔·库赞（美国）             | 艾奥娜·安德森（澳大利亚）     | 英格丽德·维尔姆（加拿大） |
| 2025 新加坡     | 凯莉·麦基翁（澳大利亚）         | 丽根·史密斯（美国）           | 凯瑟琳·伯科夫（美国）     |

### 200米仰泳
| 年              | 金牌                            | 银牌                            | 铜牌                                    |
| 1973 贝尔格莱德 | 梅利莎·贝洛特（美国）           | Enith Brigitha（荷兰）          | 焦尔毛蒂·翁德赖奥（匈牙利）             |
| 1975 卡利       | 比吉特·特赖贝尔（东德）         | 南希·加拉皮克（加拿大）         | 乌尔丽克·里希特（东德）                 |
| 1978 柏林       | Linda Jezek（美国）             | 比吉特·特赖贝尔（东德）         | 谢丽尔·吉布森（加拿大）                 |
| 1982 瓜亚基尔   | 科尔内利娅·西尔希（东德）       | 乔治娜·帕克斯（澳大利亚）       | Carmen Bunaciu（羅馬尼亞）              |
| 1986 马德里     | 科尔内利娅·西尔希（东德）       | 贝齐·米切尔（美国）             | 卡特琳·齐默尔曼（东德）                 |
| 1991 伯斯       | 埃盖尔赛吉·克里斯蒂娜（匈牙利） | 达格玛·哈泽（德国）             | 贾妮·瓦格斯塔夫（美国）                 |
| 1994 罗马       | 贺慈红（中国）                  | 埃盖尔赛吉·克里斯蒂娜（匈牙利） | Lorenza Vigarani（義大利）              |
| 1998 伯斯       | Roxana Maracineanu（法國）      | 达格玛·哈泽（德国）             | 中村真衣（日本）                        |
| 2001 福冈       | 迪亚娜·莫卡努（羅馬尼亞）       | 斯塔尼斯拉娃·科马罗娃（俄罗斯） | 乔安娜·法格斯（英国）                   |
| 2003 巴塞罗那   | 凯蒂·塞克斯顿（英国）           | 玛格丽特·赫尔策（美国）         | 斯塔尼斯拉娃·科马罗娃（俄罗斯）         |
| 2005 蒙特利尔   | 柯丝蒂·考文垂（辛巴威）         | 玛格丽特·赫尔策（美国）         | 中村禮子（日本）                        |
| 2007 墨尔本     | 玛格丽特·赫尔策（美国）         | 柯丝蒂·考文垂（辛巴威）         | 中村禮子（日本）                        |
| 2009 罗马       | 柯丝蒂·考文垂（辛巴威）         | 阿纳斯塔西娅·祖耶娃（俄罗斯）   | 伊麗莎白·拜索（美国）                   |
| 2011 上海       | 蜜茜·富兰克林（美国）           | 贝琳达·霍金（澳大利亚）         | 莎龙·范劳文达尔（荷兰）                 |
| 2013 巴塞罗那   | 蜜茜·富兰克林（美国）           | 贝琳达·霍金（澳大利亚）         | 希拉里·考德威尔（加拿大）               |
| 2015 喀山       | 埃米莉·西博姆（澳大利亚）       | 蜜茜·富兰克林（美国）           | 卡廷卡·霍斯祖（匈牙利）                 |
| 2017 布達佩斯   | 埃米莉·西博姆（澳大利亚）       | 卡廷卡·霍斯祖（匈牙利）         | 凱薩琳·貝克（美国）                     |
| 2019 光州       | 麗根·史密斯（美国）             | 凱莉·麥基翁（澳大利亚）         | 凯莉·马斯（加拿大）                     |
| 2022 布達佩斯   | 凯莉·麦基翁（澳大利亚）         | 菲比·培根（美国）               | 瑞安·怀特（美国）                       |
| 2023 福冈       | 凯莉·麦基翁（澳大利亚）         | 丽根·史密斯（美国）             | 彭旭玮（中国）                          |
| 2024 多哈       | 克莱尔·库赞（美国）             | 贾克琳·巴克利（澳大利亚）       | 阿纳斯塔西娅·什库尔代（中立个人运动员） |
| 2025 新加坡     | 凯莉·麦基翁（澳大利亚）         | 丽根·史密斯（美国）             | 克莱尔·库赞（美国）                     |

### 50米蛙泳
| 年            | 金牌                       | 银牌                      | 铜牌                        |
| 2001 福冈     | 罗雪娟（中国）             | Kristy Kowal（美国）      | Zoë Baker（英国）           |
| 2003 巴塞罗那 | 罗雪娟（中国）             | 布鲁克·汉森（澳大利亚）   | Zoë Baker（英国）           |
| 2005 蒙特利尔 | Jade Edmistone（澳大利亚） | 謝茜嘉·哈迪（美国）       | 布鲁克·汉森（澳大利亚）     |
| 2007 墨尔本   | 謝茜嘉·哈迪（美国）        | 莱塞尔·琼斯（澳大利亚）   | Tara Kirk（美国）           |
| 2009 罗马     | 露莉亚·伊菲莫娃（俄罗斯）  | 丽贝卡·索尼（美国）       | Sarah Katsoulis（澳大利亚） |
| 2011 上海     | 謝茜嘉·哈迪（美国）        | 露莉亚·伊菲莫娃（俄罗斯） | 丽贝卡·索尼（美国）         |
| 2013 巴塞罗那 | 露莉亚·伊菲莫娃（俄罗斯）  | 魯塔·美露泰（立陶宛）     | 謝茜嘉·哈迪（美国）         |
| 2015 喀山     | 珍妮·约翰森（瑞典）        | 艾莉雅·阿特金森（牙买加） | 露莉亚·伊菲莫娃（俄罗斯）   |
| 2017 布達佩斯 | 莉莉·金（美国）            | 尤莉亞·伊菲莫娃（俄罗斯） | 凱蒂·梅里（美国）           |
| 2019 光州     | 莉莉·金（美国）            | 贝妮代塔·皮拉托（義大利） | 尤莉亞·伊菲莫娃（俄罗斯）   |
| 2022 布達佩斯 | 魯塔·美露泰（立陶宛）      | 贝妮代塔·皮拉托（義大利） | 拉拉·范尼凯克（南非）       |
| 2023 福冈     | 魯塔·美露泰（立陶宛）      | 莉莉·金（美国）           | 贝妮代塔·皮拉托（義大利）   |
| 2024 多哈     | 魯塔·美露泰（立陶宛）      | 唐钱婷（中国）            | 贝妮代塔·皮拉托（義大利）   |
| 2025 新加坡   | 魯塔·美露泰（立陶宛）      | 唐钱婷（中国）            | 贝妮代塔·皮拉托（義大利）   |

### 100米蛙泳
| 年              | 金牌                      | 银牌                      | 铜牌                         |
| 1973 贝尔格莱德 | 雷娜特·福格尔（东德）     | Lyubov Rusanova（苏联）   | Brigitte Schuchardt（东德）  |
| 1975 卡利       | 汉内洛蕾·安克（东德）     | Wijda Mazereeuw（荷兰）   | Marcia Morey（美国）         |
| 1978 柏林       | Yuliya Bogdanova（苏联）  | 特蕾西·考尔金斯（美国）   | 玛格丽特·凯利（英国）        |
| 1982 瓜亚基尔   | 乌特·格韦尼格（东德）     | 安妮·奥滕布赖特（加拿大） | 未颁发                       |
| 1982 瓜亚基尔   | 乌特·格韦尼格（东德）     | Kim Rhodenbaugh（美国）   | 未颁发                       |
| 1986 马德里     | Sylvia Gerasch（东德）    | 西尔克·赫纳（东德）       | Tanya Bogomilova（保加利亚） |
| 1991 伯斯       | Linley Frame（澳大利亚）  | 雅娜·德里斯（德国）       | Yelena Volkova（苏联）       |
| 1994 罗马       | 萨曼莎·赖利（澳大利亚）   | 戴国红（中国）            | 原媛（中国）                 |
| 1998 伯斯       | Kristy Kowal（美国）      | 海伦·登曼（澳大利亚）     | Lauren van Oosten（加拿大）  |
| 2001 福冈       | 罗雪娟（中国）            | 莱塞尔·琼斯（澳大利亚）   | 科瓦奇·阿格奈什（匈牙利）    |
| 2003 巴塞罗那   | 罗雪娟（中国）            | 阿曼达·比尔德（美国）     | 莱塞尔·琼斯（澳大利亚）      |
| 2005 蒙特利尔   | 莱塞尔·琼斯（澳大利亚）   | 謝茜嘉·哈迪（美国）       | Tara Kirk（美国）            |
| 2007 墨尔本     | 莱塞尔·琼斯（澳大利亚）   | Tara Kirk（美国）         | Anna Khlistunova（乌克兰）   |
| 2009 罗马       | 丽贝卡·索尼（美国）       | 露莉亚·伊菲莫娃（俄罗斯） | Kasey Carlson（美国）        |
| 2011 上海       | 丽贝卡·索尼（美国）       | 莱塞尔·琼斯（澳大利亚）   | 季丽萍（中国）               |
| 2013 巴塞罗那   | 魯塔·美露泰（立陶宛）     | 露莉亚·伊菲莫娃（俄罗斯） | 謝茜嘉·哈迪（美国）          |
| 2015 喀山       | 露莉亚·伊菲莫娃（俄罗斯） | 魯塔·美露泰（立陶宛）     | 艾莉雅·阿特金森（牙买加）    |
| 2017 布達佩斯   | 莉莉·金（美国）           | 凱蒂·梅里（美国）         | 尤莉亞·伊菲莫娃（俄罗斯）    |
| 2019 光州       | 莉莉·金（美国）           | 尤莉亞·伊菲莫娃（俄罗斯） | 马丁娜·卡拉罗（義大利）      |
| 2022 布達佩斯   | 贝妮代塔·皮拉托（義大利） | 安娜·埃伦特（德国）       | 魯塔·美露泰（立陶宛）        |
| 2023 福冈       | 魯塔·美露泰（立陶宛）     | 塔恰娜·斯昆马克（南非）   | 莉迪亚·雅各比（美国）        |
| 2024 多哈       | 唐钱婷（中国）            | 特丝·斯豪滕（荷兰）       | 何詩蓓（中國香港）           |
| 2025 新加坡     | 安娜·埃伦特（德国）       | 凯特·道格拉斯（美国）     | 唐钱婷（中国）               |

### 200米蛙泳
| 年              | 金牌                       | 银牌                               | 铜牌                           |
| 1973 贝尔格莱德 | 雷娜特·福格尔（东德）      | 汉内洛蕾·安克（东德）              | Lynn Colella（美国）           |
| 1975 卡利       | 汉内洛蕾·安克（东德）      | Wijda Mazereeuw（荷兰）            | Karla Linke（东德）            |
| 1978 柏林       | Lina Kachushite（苏联）    | Yuliya Bogdanova（苏联）           | Susanne Nielsson（丹麦）       |
| 1982 瓜亚基尔   | Svetlana Varganova（苏联） | 乌特·格韦尼格（东德）              | 安妮·奥滕布赖特（加拿大）      |
| 1986 马德里     | 西尔克·赫纳（东德）        | Tanya Bogomilova（保加利亚）       | 艾莉森·希格森（加拿大）        |
| 1991 伯斯       | Yelena Volkova（苏联）     | Linley Frame（澳大利亚）           | 雅娜·德里斯（德国）            |
| 1994 罗马       | 萨曼莎·赖利（澳大利亚）    | 原媛（中国）                       | Brigitte Becue（比利时）       |
| 1998 伯斯       | 科瓦奇·阿格奈什（匈牙利）  | Kristy Kowal（美国）               | Jenna Street（美国）           |
| 2001 福冈       | 科瓦奇·阿格奈什（匈牙利）  | 齐晖（中国）                       | 罗雪娟（中国）                 |
| 2003 巴塞罗那   | 阿曼达·比尔德（美国）      | 莱塞尔·琼斯（澳大利亚）            | 齐晖（中国）                   |
| 2005 蒙特利尔   | 莱塞尔·琼斯（澳大利亚）    | 安妮·波莱斯卡（德国）              | 米尔娜·尤基克（奥地利）        |
| 2007 墨尔本     | 莱塞尔·琼斯（澳大利亚）    | Kirsty Balfour（英国）             | 未颁发                         |
| 2007 墨尔本     | 莱塞尔·琼斯（澳大利亚）    | Megan Jendrick（美国）             | 未颁发                         |
| 2009 罗马       | 纳贾·希格尔（塞尔维亚）    | Annamay Pierse（加拿大）           | 米尔娜·尤基克（奥地利）        |
| 2011 上海       | 丽贝卡·索尼（美国）        | 露莉亚·伊菲莫娃（俄罗斯）          | Martha McCabe（加拿大）        |
| 2013 巴塞罗那   | 露莉亚·伊菲莫娃（俄罗斯）  | 丽克·默勒·彼泽森（丹麦）           | 麦卡·劳伦斯（美国）            |
| 2015 喀山       | 渡部香生子（日本）         | 麦卡·劳伦斯（美国）                | 杰茜卡·巴利（西班牙）          |
| 2015 喀山       | 渡部香生子（日本）         | 麦卡·劳伦斯（美国）                | 丽克·默勒·彼泽森（丹麦）       |
| 2015 喀山       | 渡部香生子（日本）         | 麦卡·劳伦斯（美国）                | 史婧琳（中国）                 |
| 2017 布達佩斯   | 尤莉亞·伊菲莫娃（俄罗斯）  | 贝萨妮·加拉特（美国）              | 史婧琳（中国）                 |
| 2019 光州       | 尤莉亞·伊菲莫娃（俄罗斯）  | 塔恰娜·斯昆马克（南非）            | 悉妮·皮克雷姆（加拿大）        |
| 2022 布達佩斯   | 莉莉·金（美国）            | 詹娜·施特劳赫（澳大利亚）          | 凯特·道格拉斯（美国）          |
| 2023 福冈       | 塔恰娜·斯洪马克（南非）    | 凯特·道格拉斯（美国）              | 特丝·斯豪滕（荷兰）            |
| 2024 多哈       | 特丝·斯豪滕（荷兰）        | 凯特·道格拉斯（美国）              | 悉妮·皮克雷姆（加拿大）        |
| 2025 新加坡     | 凯特·道格拉斯（美国）      | 叶夫根尼娅·奇库诺娃（中立运动员B） | 凯琳·科比特（南非）            |
| 2025 新加坡     | 凯特·道格拉斯（美国）      | 叶夫根尼娅·奇库诺娃（中立运动员B） | 阿林娜·兹穆什卡（中立运动员A） |

### 50米蝶泳
| 年            | 金牌                        | 银牌                            | 铜牌                        |
| 2001 福冈     | 英厄·德布勒因（荷兰）       | 特蕾瑟·阿尔斯哈马尔（瑞典）     | 安娜-卡琳·卡默林（瑞典）    |
| 2003 巴塞罗那 | 英厄·德布勒因（荷兰）       | 珍妮·湯普森（美国）             | 安娜-卡琳·卡默林（瑞典）    |
| 2005 蒙特利尔 | Danni Miatke（澳大利亚）    | 安娜-卡琳·卡默林（瑞典）        | 特蕾瑟·阿尔斯哈马尔（瑞典） |
| 2007 墨尔本   | 特蕾瑟·阿尔斯哈马尔（瑞典） | Danni Miatke（澳大利亚）        | 英厄·德克尔（荷兰）         |
| 2009 罗马     | Marieke Guehrer（澳大利亚） | 周雅菲（中国）                  | Ingvild Snildal（挪威）     |
| 2011 上海     | 英厄·德克尔（荷兰）         | 特蕾瑟·阿尔斯哈马尔（瑞典）     | 梅拉妮·埃尼克（法國）       |
| 2013 巴塞罗那 | 珍妮特·奥特森（丹麦）       | 陆滢（中国）                    | 拉诺米·克罗莫维焦约（荷兰） |
| 2015 喀山     | 萨拉·舍斯特伦（瑞典）       | 珍妮特·奥特森（丹麦）           | 陆滢（中国）                |
| 2017 布達佩斯 | 萨拉·舍斯特伦（瑞典）       | 拉諾米·克羅莫維焦約（荷兰）     | 法麗達·奧斯曼（埃及）       |
| 2019 光州     | 萨拉·舍斯特伦（瑞典）       | 拉諾米·克羅莫維焦約（荷兰）     | 法麗達·奧斯曼（埃及）       |
| 2022 布達佩斯 | 萨拉·舍斯特伦（瑞典）       | 梅拉妮·埃尼克（法國）           | 张雨霏（中国）              |
| 2023 福冈     | 萨拉·舍斯特伦（瑞典）       | 张雨霏（中国）                  | 格蕾琴·沃尔什（美国）       |
| 2024 多哈     | 萨拉·舍斯特伦（瑞典）       | 梅拉妮·埃尼克（法國）           | 法麗達·奧斯曼（埃及）       |
| 2025 新加坡   | 格蕾琴·沃尔什（美国）       | 亚历山德里娅·珀金斯（澳大利亚） | 萝斯·法诺特迪克（比利时）   |

### 100米蝶泳
| 年              | 金牌                        | 银牌                        | 铜牌                            |
| 1973 贝尔格莱德 | 科内莉亚·恩德（东德）       | 罗斯玛丽·科特尔（东德）     | 青木真弓（日本）                |
| 1975 卡利       | 科内莉亚·恩德（东德）       | 罗斯玛丽·科特尔（东德）     | Camille Wright（美国）          |
| 1978 柏林       | Joan Pennington（美国）     | 安德烈娅·波拉克（东德）     | Wendy Quirk（加拿大）           |
| 1982 瓜亚基尔   | 玛丽·T·马尔（美国）         | 伊内斯·盖斯勒（东德）       | Melanie Buddemeyer（美国）      |
| 1986 马德里     | Kornelia Gressler（东德）   | 克里斯汀·奥托（东德）       | 玛丽·T·马尔（美国）             |
| 1991 伯斯       | 钱红（中国）                | 王晓红（中国）              | 卡特琳·普莱温斯基（法國）       |
| 1994 罗马       | 刘黎敏（中国）              | 瞿韵（中国）                | 苏茜·奥尼尔（澳大利亚）         |
| 1998 伯斯       | 珍妮·湯普森（美国）         | 青山绫里（日本）            | 彼得里娅·托马斯（澳大利亚）     |
| 2001 福冈       | 彼得里娅·托马斯（澳大利亚） | 奥蒂利娅·延杰伊恰克（波兰） | 大西顺子（日本）                |
| 2003 巴塞罗那   | 珍妮·湯普森（美国）         | 奥蒂利娅·延杰伊恰克（波兰） | 马丁娜·莫拉夫佐娃（斯洛伐克）   |
| 2005 蒙特利尔   | 杰茜卡·席佩尔（澳大利亚）   | 莉比·特里克特（澳大利亚）   | 奥蒂利娅·延杰伊恰克（波兰）     |
| 2007 墨尔本     | 莉比·特里克特（澳大利亚）   | 杰茜卡·席佩尔（澳大利亚）   | 纳塔莉·考芙林（美国）           |
| 2009 罗马       | 莎拉·斯约史卓姆（瑞典）     | 杰茜卡·席佩尔（澳大利亚）   | 焦刘洋（中国）                  |
| 2011 上海       | 达娜·沃尔默（美国）         | 艾莉西亞·古特絲（澳大利亚） | 陆滢（中国）                    |
| 2013 巴塞罗那   | 莎拉·斯约史卓姆（瑞典）     | 艾莉西亞·古特絲（澳大利亚） | 达娜·沃尔默（美国）             |
| 2015 喀山       | 莎拉·斯约史卓姆（瑞典）     | 珍妮特·奥特森（丹麦）       | 陆滢（中国）                    |
| 2017 布達佩斯   | 莎拉·斯约史卓姆（瑞典）     | 艾瑪·麥基翁（澳大利亚）     | 凱爾茜·沃雷爾（美国）           |
| 2019 光州       | 玛格丽特·麦克尼尔（加拿大） | 莎拉·斯约史卓姆（瑞典）     | 艾瑪·麥基翁（澳大利亚）         |
| 2022 布達佩斯   | 托丽·赫斯克（美国）         | 玛丽·瓦泰尔（法國）         | 张雨霏（中国）                  |
| 2023 福冈       | 张雨霏（中国）              | 玛姬·麦克尼尔（加拿大）     | 托丽·赫斯克（美国）             |
| 2024 多哈       | 安杰利娜·克勒（德国）       | 克莱尔·库赞（美国）         | 路易丝·汉松（瑞典）             |
| 2025 新加坡     | 格蕾琴·沃尔什（美国）       | 萝斯·法诺特迪克（比利时）   | 亚历山德里娅·珀金斯（澳大利亚） |

### 200米蝶泳
| 年              | 金牌                           | 银牌                           | 铜牌                                |
| 1973 贝尔格莱德 | 罗斯玛丽·科特尔（东德）        | 罗斯维塔·拜尔（东德）          | Lynn Colella（美国）                |
| 1975 卡利       | 罗斯玛丽·科特尔（东德）        | Valerie Lee（美国）            | Gabrielle Wuschek（东德）           |
| 1978 柏林       | 特蕾西·考尔金斯（美国）        | 南希·霍格斯黑德（美国）        | 安德烈娅·波拉克（东德）             |
| 1982 瓜亚基尔   | 伊内斯·盖斯勒（东德）          | 玛丽·T·马尔（美国）            | 海克·德内（东德）                   |
| 1986 马德里     | 玛丽·T·马尔（美国）            | Kornelia Gressler（东德）      | 比尔特·魏冈（东德）                 |
| 1991 伯斯       | 萨默·桑德斯（美国）            | 司东利惠（日本）               | 海莉·刘易斯（澳大利亚）             |
| 1994 罗马       | 刘黎敏（中国）                 | 瞿韵（中国）                   | 苏茜·奥尼尔（澳大利亚）             |
| 1998 伯斯       | 苏茜·奥尼尔（澳大利亚）        | 彼得里娅·托马斯（澳大利亚）    | 米丝蒂·海曼（美国）                 |
| 2001 福冈       | 彼得里娅·托马斯（澳大利亚）    | Annika Mehlhorn（德国）        | 凯特琳·桑德诺（美国）               |
| 2003 巴塞罗那   | 奥蒂利娅·延杰伊恰克（波兰）    | 伊娃·利兹托夫（匈牙利）        | 中西悠子（日本）                    |
| 2005 蒙特利尔   | 奥蒂利娅·延杰伊恰克（波兰）    | 杰茜卡·席佩尔（澳大利亚）      | 中西悠子（日本）                    |
| 2007 墨尔本     | 杰茜卡·席佩尔（澳大利亚）      | 金·范登堡（美国）              | 奥蒂利娅·延杰伊恰克（波兰）         |
| 2009 罗马       | 杰茜卡·席佩尔（澳大利亚）      | 刘子歌（中国）                 | 卡廷卡·霍斯祖（匈牙利）             |
| 2011 上海       | 焦刘洋（中国）                 | Ellen Gandy（英国）            | 刘子歌（中国）                      |
| 2013 巴塞罗那   | 刘子歌（中国）                 | 米芮亞·貝蒙特·加西亞（西班牙） | 卡廷卡·霍斯祖（匈牙利）             |
| 2015 喀山       | 星奈津美（日本）               | 卡米尔·亚当斯（美国）          | 张雨霏（中国）                      |
| 2017 布達佩斯   | 米芮亞·貝蒙特·加西亞（西班牙） | 弗兰齐斯卡·亨特克（德国）      | 卡廷卡·霍斯祖（匈牙利）             |
| 2019 光州       | 考帕什·博格拉尔考（匈牙利）    | 哈莉·弗利金杰（美国）          | 凯蒂·德拉博特（美国）               |
| 2022 布達佩斯   | 萨默·麦金托什（加拿大）        | 哈莉·弗利金杰（美国）          | 张雨霏（中国）                      |
| 2023 福冈       | 萨默·麦金托什（加拿大）        | 伊丽莎白·德克斯（澳大利亚）    | 丽根·史密斯（美国）                 |
| 2024 多哈       | 劳拉·斯蒂芬斯（英国）          | 海伦娜·罗森达尔·巴赫（丹麦）   | 拉娜·普达尔（波斯尼亚和黑塞哥维那） |
| 2025 新加坡     | 萨默·麦金托什（加拿大）        | 丽根·史密斯（美国）            | 伊丽莎白·德克斯（澳大利亚）         |

### 200米个人混合泳
| 年              | 金牌                      | 银牌                        | 铜牌                           |
| 1973 贝尔格莱德 | 安德烈娅·许布纳（东德）   | 科内莉亚·恩德（东德）       | Kathy Heddy（美国）            |
| 1975 卡利       | Kathy Heddy（美国）       | 乌尔丽克·陶贝尔（东德）     | Angela Franke（东德）          |
| 1978 柏林       | 特蕾西·考尔金斯（美国）   | Joan Pennington（美国）     | 乌尔丽克·陶贝尔（东德）        |
| 1982 瓜亚基尔   | 彼得拉·施奈德（东德）     | 乌特·格韦尼格（东德）       | 特蕾西·考尔金斯（美国）        |
| 1986 马德里     | 克里斯汀·奥托（东德）     | 叶连娜·坚杰别罗娃（苏联）   | 卡特勒恩·诺德（东德）          |
| 1991 伯斯       | 林莉（中国）              | 萨默·桑德斯（美国）         | 丹妮拉·洪格尔（德国）          |
| 1994 罗马       | 吕彬（中国）              | Allison Wagner（美国）      | 埃莉·奥弗顿（澳大利亚）        |
| 1998 伯斯       | 吳艷艷（中国）            | 陈妍（中国）                | 马丁娜·莫拉夫佐娃（斯洛伐克）  |
| 2001 福冈       | Martha Bowen（美国）      | 亞娜·克洛科娃（乌克兰）     | 齐晖（中国）                   |
| 2003 巴塞罗那   | 亞娜·克洛科娃（乌克兰）   | 艾丽斯·米尔斯（澳大利亚）   | 周雅菲（中国）                 |
| 2005 蒙特利尔   | 凯蒂·霍夫（美国）         | 柯丝蒂·考文垂（辛巴威）     | Lara Carroll（澳大利亚）       |
| 2007 墨尔本     | 凯蒂·霍夫（美国）         | 柯丝蒂·考文垂（辛巴威）     | 史蒂芬妮·賴斯（澳大利亚）      |
| 2009 罗马       | Ariana Kukors（美国）     | 史蒂芬妮·賴斯（澳大利亚）   | 卡廷卡·霍斯祖（匈牙利）        |
| 2011 上海       | 葉詩文（中国）            | 艾莉西亞·古特絲（澳大利亚） | Ariana Kukors（美国）          |
| 2013 巴塞罗那   | 卡廷卡·霍斯祖（匈牙利）   | 艾莉西亞·古特絲（澳大利亚） | 米芮亞·貝蒙特·加西亞（西班牙） |
| 2015 喀山       | 卡廷卡·霍斯祖（匈牙利）   | 渡部香生子（日本）          | 西沃恩-玛丽·奥康纳（英国）     |
| 2017 布達佩斯   | 卡廷卡·霍斯祖（匈牙利）   | 大橋悠依（日本）            | 玛迪辛·考克斯（美国）          |
| 2019 光州       | 卡廷卡·霍斯祖（匈牙利）   | 葉詩文（中国）              | 悉妮·皮克雷姆（加拿大）        |
| 2022 布達佩斯   | 亚历山德拉·沃尔什（美国） | 凯莉·麦基翁（澳大利亚）     | 利娅·海斯（美国）              |
| 2023 福冈       | 凯特·道格拉斯（美国）     | 亚历山德拉·沃尔什（美国）   | 余依婷（中国）                 |
| 2024 多哈       | 凯特·道格拉斯（美国）     | 悉妮·皮克雷姆（加拿大）     | 余依婷（中国）                 |
| 2025 新加坡     | 萨默·麦金托什（加拿大）   | 亚历山德拉·沃尔什（美国）   | 玛丽-索菲·哈维（加拿大）       |

### 400米个人混合泳
| 年              | 金牌                    | 银牌                            | 铜牌                            |
| 1973 贝尔格莱德 | 古德龙·韦格纳（东德）   | Angela Franke（东德）           | 诺韦拉·卡利加里斯（義大利）     |
| 1975 卡利       | 乌尔丽克·陶贝尔（东德） | Karla Linke（东德）             | Kathy Heddy（美国）             |
| 1978 柏林       | 特蕾西·考尔金斯（美国） | 乌尔丽克·陶贝尔（东德）         | 彼得拉·施奈德（东德）           |
| 1982 瓜亚基尔   | 彼得拉·施奈德（东德）   | 卡特勒恩·诺德（东德）           | 特蕾西·考尔金斯（美国）         |
| 1986 马德里     | 卡特勒恩·诺德（东德）   | Michelle Griglione（美国）      | 诺埃米·伦格（羅馬尼亞）         |
| 1991 伯斯       | 林莉（中国）            | 海莉·刘易斯（澳大利亚）         | 萨默·桑德斯（美国）             |
| 1994 罗马       | 戴国红（中国）          | Allison Wagner（美国）          | 克丽丝廷·匡斯（美国）           |
| 1998 伯斯       | 陈妍（中国）            | 亞娜·克洛科娃（乌克兰）         | 田岛宁子（日本）                |
| 2001 福冈       | 亞娜·克洛科娃（乌克兰） | Martha Bowen（美国）            | 比阿特丽斯·克什拉鲁（羅馬尼亞） |
| 2003 巴塞罗那   | 亞娜·克洛科娃（乌克兰） | 伊娃·利兹托夫（匈牙利）         | 比阿特丽斯·克什拉鲁（羅馬尼亞） |
| 2005 蒙特利尔   | 凯蒂·霍夫（美国）       | 柯丝蒂·考文垂（辛巴威）         | 凯特琳·桑德诺（美国）           |
| 2007 墨尔本     | 凯蒂·霍夫（美国）       | Yana Martynova（俄罗斯）        | 史蒂芬妮·賴斯（澳大利亚）       |
| 2009 罗马       | 卡廷卡·霍斯祖（匈牙利） | 柯丝蒂·考文垂（辛巴威）         | 史蒂芬妮·賴斯（澳大利亚）       |
| 2011 上海       | 伊麗莎白·拜索（美国）   | 汉娜·米利（英国）               | 史蒂芬妮·賴斯（澳大利亚）       |
| 2013 巴塞罗那   | 卡廷卡·霍斯祖（匈牙利） | 米芮亞·貝蒙特·加西亞（西班牙）  | 伊麗莎白·拜索（美国）           |
| 2015 喀山       | 卡廷卡·霍斯祖（匈牙利） | 玛雅·迪拉多（美国）             | 埃米莉·奥弗霍尔特（加拿大）     |
| 2017 布達佩斯   | 卡廷卡·霍斯祖（匈牙利） | 米芮亞·貝蒙特·加西亞（西班牙）  | 悉妮·皮克雷姆（加拿大）         |
| 2019 光州       | 卡廷卡·霍斯祖（匈牙利） | 葉詩文（中国）                  | 大橋悠依（日本）                |
| 2022 布達佩斯   | 萨默·麦金托什（加拿大） | 凱蒂·格萊姆斯（美国）           | 艾瑪·韋安特（美国）             |
| 2023 福冈       | 萨默·麦金托什（加拿大） | 凱蒂·格萊姆斯（美国）           | 詹娜·福里斯特（澳大利亚）       |
| 2024 多哈       | 弗雷娅·科尔伯特（英国） | 阿纳斯塔西娅·戈尔边科（以色列） | 萨拉·弗兰切斯基（義大利）       |
| 2025 新加坡     | 萨默·麦金托什（加拿大） | 詹娜·福里斯特（澳大利亚）       | 未颁发                          |
| 2025 新加坡     | 萨默·麦金托什（加拿大） | 成田实生（日本）                | 未颁发                          |

### 4×100米自由泳接力
| 年              | 金牌 | 银牌 | 铜牌 |
| 1973 贝尔格莱德 | 东德（GDR） · 科内莉亚·恩德 · 安德烈娅·艾费 · 安德烈娅·许布纳 · 西尔维娅·艾希纳                                                              | 美国（USA） · 金·佩顿 · Kathy Heddy · Heather Greenwood · 雪莉·巴巴绍夫                                                                     | 西德（FRG） · 尤塔·韦伯 · 海德玛丽·赖内克 · Gudrun Beckman · 安格拉·施泰因巴赫                                         |
| 1975 卡利       | 东德（GDR） · 科内莉亚·恩德 · 芭芭拉·克劳泽 · 克劳迪娅·亨佩尔 · Ute Brückner                                                                 | 美国（USA） · Kathy Heddy · Karen Reeser · Kelly Rowell · 雪莉·巴巴绍夫                                                                     | 加拿大（CAN） · Gail Amundrud · Ann Jardin · Becky Smith · Jill Quick                                                  |
| 1978 柏林       | 美国（USA） · 特蕾西·考尔金斯 · Stephanie Elkins · 吉尔·斯特克尔 · Cynthia Woodhead                                                          | 东德（GDR） · Heike Witt · 卡伦·梅楚克 · 芭芭拉·克劳泽 · 彼得拉·普里默                                                                      | 加拿大（CAN） · Gail Amundrud · 南希·加拉皮克 · 苏珊·斯隆 · Wendy Quirk                                                |
| 1982 瓜亚基尔   | 东德（GDR） · Birgit Meineke · Susanne Link · 克里斯汀·奥托 · 卡伦·梅楚克 · 卡特勒恩·诺德*                                                   | 美国（USA） · Susan Habernigg · Kathy Treible · Elisabeth Washut · 吉尔·斯特克尔 · 特蕾西·考尔金斯* · Julie Williams* · Marybeth Linzmeier* | 荷蘭（NED） · Annemarie Verstappen · Annelies Maas · Wilma van Velsen · Conny van Bentum · Desi Reijers*               |
| 1986 马德里     | 东德（GDR） · 克里斯汀·奥托 · 曼努埃拉·施特尔马赫 · Sabina Schulze · 海克·弗里德里希 · Nadja Bergknecht* · Karen König* · Kornelia Gressler* | 美国（USA） · 詹娜·约翰逊 · 达拉·托里斯 · 玛丽·T·马尔 · 贝齐·米切尔 · 玛丽·韦特* · Aimee Berzins* · Laura Walker*                           | 荷蘭（NED） · Conny van Bentum · Laura Leideritz · Karin Brienesse · Annemarie Verstappen                              |
| 1991 伯斯       | 美国（USA） · 妮科尔·海斯利特 · Julie Cooper · 惠特妮·赫奇佩思 · 珍妮·湯普森 · 阿什莉·塔平* · Lynn Kohl*                                     | 德国（GER） · Simone Osygus · 克斯廷·基尔加斯 · 卡琳·赛克 · 曼努埃拉·施特尔马赫 · 丹妮拉·洪格尔* · 卡特琳·迈斯纳*                           | 荷蘭（NED） · Marianne Muis · 英厄·德布勒因 · Mildred Muis · Karin Brienesse · Manon Masseurs* · Diane van der Plaats* |
| 1994 罗马       | 中國（CHN） · 乐靖宜 · 单莺 · 乐滢 · 吕彬 | 美国（USA） · 安杰尔·马蒂诺 · 埃米·范戴肯 · 妮科尔·海斯利特 · 珍妮·湯普森 · Lindsey Farella* · 阿什莉·塔平*                                 | 德国（GER） · 弗兰齐斯卡·范阿尔姆齐克 · 卡特琳·迈斯纳 · 克斯廷·基尔加斯 · 丹妮拉·洪格尔 · Anke Scholz* · Anja Kleber*  |
| 1998 伯斯       | 美国（USA） · Lindsay Farella · 埃米·范戴肯 · 芭芭拉·贝德福德 · 珍妮·湯普森 · 梅拉妮·瓦莱里奥* · 凯瑟琳·福克斯*                              | 德国（GER） · 桑德拉·弗尔克尔 · Simone Osygus · 弗兰齐斯卡·范阿尔姆齐克 · 卡特琳·迈斯纳 · Silvia Szalai* · 安特耶·布施舒尔特*               | （AUS） · 萨拉·瑞安 · Rebecca Creedy · 苏茜·奥尼尔 · 安杰拉·肯尼迪 · Kate Godfrey*                                     |
| 2001 福冈       | 德国（GER） · 彼得拉·达尔曼 · 安特耶·布施舒尔特 · 卡特琳·迈斯纳 · 桑德拉·弗尔克尔 · 迈克·弗赖塔格*                                           | 美国（USA） · Colleen Lanne · Erin Phenix · Maritza Correia · 考特妮·希利 · Stefanie Williams* · Tammie Stone*                              | 未颁发 |
| 2001 福冈       | 德国（GER） · 彼得拉·达尔曼 · 安特耶·布施舒尔特 · 卡特琳·迈斯纳 · 桑德拉·弗尔克尔 · 迈克·弗赖塔格*                                           | 英國（GBR） · 艾莉森·谢泼德 · 梅拉妮·马歇尔 · 罗莎琳德·布雷特 · 卡伦·皮克林                                                                 | 未颁发 |
| 2003 巴塞罗那   | 美国（USA） · 纳塔莉·考芙林 · 琳赛·本科 · Rhi Jeffrey · 珍妮·湯普森 · Maritza Correia* · Gabrielle Rose*                                     | 德国（GER） · 彼得拉·达尔曼 · 卡特琳·迈斯纳 · 安特耶·布施舒尔特 · 桑德拉·弗尔克尔 · Alessa Ries* · 丹妮拉·格茨*                             | （AUS） · 莉比·伦顿 · 埃尔卡·格雷厄姆 · 乔迪·亨利 · 艾丽斯·米尔斯 · 索菲·埃丁顿*                                       |
| 2005 蒙特利尔   | （AUS） · 乔迪·亨利 · 艾丽斯·米尔斯 · 谢恩·里斯 · 莉比·伦顿 · 索菲·埃丁顿*                                                                   | 德国（GER） · 彼得拉·达尔曼 · 安特耶·布施舒尔特 · Annika Liebs · 丹妮拉·格茨 · 迈克·弗赖塔格*                                               | 美国（USA） · 纳塔莉·考芙林 · 卡拉·琳恩·乔伊斯 · 莱茜·尼梅耶 · 阿曼达·韦尔 · Mary DeScenza* · Emily Silver*            |
| 2007 墨尔本     | （AUS） · 莉比·伦顿 · 梅拉妮·施伦格 · 谢恩·里斯 · 乔迪·亨利 · Sally Foster* · Danni Miatke*                                                  | 美国（USA） · 纳塔莉·考芙林 · 莱茜·尼梅耶 · 阿曼达·韦尔 · 卡拉·琳恩·乔伊斯 · 达娜·沃尔默*                                                   | 荷蘭（NED） · 英厄·德克尔 · 拉诺米·克罗莫维焦约 · 费姆克·海姆斯凯克 · 马伦·费尔德海斯 · Chantal Groot*                 |
| 2009 罗马       | 荷蘭（NED） · 英厄·德克尔 · 拉诺米·克罗莫维焦约 · 费姆克·海姆斯凯克 · 马伦·费尔德海斯 · 欣克琳·斯赫勒德*                                     | 德国（GER） · 布丽塔·斯特芬 · Daniela Samulski · 彼得拉·达尔曼 · Daniela Schreiber                                                          | （AUS） · 莉比·特里克特 · Marieke Guehrer · 谢恩·里斯 · 费莉西蒂·加尔韦斯 · Sally Foster* · Meagan Nay*                |
| 2011 上海       | 荷蘭（NED） · 英厄·德克尔 · 拉诺米·克罗莫维焦约 · 马伦·费尔德海斯 · 费姆克·海姆斯凯克 · 莫德·范德梅尔*                                       | 美国（USA） · 纳塔莉·考芙林 · 蜜茜·富兰克林 · 謝茜嘉·哈迪 · 达娜·沃尔默 · 阿曼达·韦尔* · 卡拉·琳恩·乔伊斯*                                  | 德国（GER） · 布丽塔·斯特芬 · Silke Lippok · Lisa Vitting · Daniela Schreiber                                          |
| 2013 巴塞罗那   | 美国（USA） · 蜜茜·富兰克林 · 纳塔莉·考芙林 · 香农·弗里兰 · Megan Romano · 西蒙娜·曼努埃尔* · Elizabeth Pelton*                              | （AUS） · 凯特·坎贝尔 · 勃朗特·坎贝尔 · 艾瑪·麥基翁 · 艾莉西亞·古特絲 · 布里塔妮·埃尔姆斯利* · 埃米莉·西博姆*                               | 荷蘭（NED） · Elise Bouwens · 费姆克·海姆斯凯克 · 英厄·德克尔 · 拉诺米·克罗莫维焦约 · Esmee Vermeulen*                 |
| 2015 喀山       | （AUS） · 埃米莉·西博姆 · 艾瑪·麥基翁 · 勃朗特·坎贝尔 · 凯特·坎贝尔 · 麦迪逊·威尔逊* · 梅拉妮·施伦格* · 勃朗特·巴勒特*                       | 荷蘭（NED） · 拉诺米·克罗莫维焦约 · 莫德·范德梅尔 · 玛丽特·斯滕贝亨 · 费姆克·海姆斯凯克                                                     | 美国（USA） · 蜜茜·富兰克林 · 玛戈·吉尔 · 倪麗雅 · 西蒙娜·曼努埃尔 · 香农·弗里兰* · 阿比·魏策尔*                       |
| 2017 布達佩斯   | 美国（USA） · 马洛丽·科默福德 · 凱爾茜·沃雷爾 · 姬蒂·雷德基 · 西蒙娜·曼努埃爾 · 倪麗雅* · 奥利维娅·斯莫利加*                                 | （AUS） · 谢娜·杰克 · 勃朗特·坎貝爾 · 布里塔妮·埃尔姆斯利 · 艾瑪·麥基翁 · 埃米莉·西博姆* · 麦迪逊·威尔逊*                                   | 荷蘭（NED） · 基姆·布施 · 費姆克·海姆斯凱克 · 莫德·范德梅尔 · 拉諾米·克羅莫維焦約                                      |
| 2019 光州       | （AUS） · 勃朗特·坎貝爾 · 布里安娜·思罗塞尔 · 艾瑪·麥基翁 · 凱特·坎貝爾 · 麦迪逊·威尔逊*                                                     | 美国（USA） · 马洛丽·科默福德 · 阿比·魏策尔 · 凱爾茜·戴利亞 · 西蒙娜·曼努埃爾 · 艾莉森·施米特* · 玛戈·吉尔* · 倪麗雅*                       | 加拿大（CAN） · 凯拉·桑切斯 · 泰勒·拉克 · 佩妮·奧萊克夏克 · 玛格丽特·麦克尼尔 · 丽贝卡·史密斯*                         |
| 2022 布達佩斯   | （AUS） · 莫莉·奥卡拉汉 · 麦迪逊·威尔逊 · 梅格·哈里斯 · 谢娜·杰克 · 利娅·尼尔* · 布里安娜·思罗塞尔*                                          | 加拿大（CAN） · 凯拉·桑切斯 · 泰勒·拉克 · 玛姬·麦克尼尔 · 佩妮·奥莱克夏克 · 丽贝卡·史密斯* · 凯特琳·萨瓦尔*                                 | 美国（USA） · 托丽·赫斯克 · 艾丽卡·布朗 · 凯特·道格拉斯 · 克莱尔·库赞 · 马洛丽·科默福德* · 娜塔莉·海因斯*              |
| 2023 福冈       | （AUS） · 莫莉·奥卡拉汉 · 谢娜·杰克 · 梅格·哈里斯 · 艾瑪·麥基翁 · 布里安娜·思罗塞尔* · 麦迪逊·威尔逊*                                        | 美国（USA） · 格蕾琴·沃尔什 · 阿比·魏策尔 · 奥利维娅·斯莫利加 · 凯特·道格拉斯 · 托丽·赫斯克* · Maxine Parker*                               | 中國（CHN） · 程玉洁 · 杨浚瑄 · 吴卿风 · 张雨霏 · 艾衍含* · 朱梦惠*                                                    |
| 2024 多哈       | 荷蘭（NED） · 基姆·布施 · 扬娜·范科滕 · 基拉·图桑 · 玛丽特·斯滕贝亨 · 米劳·范维克*                                                           | （AUS） · 布里安娜·思罗塞尔 · 亚历山德里娅·珀金斯 · 阿比·哈金 · 谢娜·杰克 · 贾克琳·巴克利*                                                  | 加拿大（CAN） · 丽贝卡·史密斯 · Sarah Fournier · 凯特琳·萨瓦尔 · 泰勒·拉克 · 埃拉·詹森*                                |
| 2025 新加坡     | （AUS） · 莫莉·奥卡拉汉 · 梅格·哈里斯 · Milla Jansen · 奥利维娅·温施 · Abbey Webb* · Hannah Casey*                                           | 美国（USA） · 西蒙娜·曼努埃尔 · 凯特·道格拉斯 · 埃琳·格默尔 · 托丽·赫斯克 · Anna Moesch*                                                    | 荷蘭（NED） · 米劳·范维克 · 特莎·希莱 · 莎姆·范尼嫩 · 玛丽特·斯滕贝亨 · Femke Spiering*                                |

*只参加了预赛的选手。

### 4×200米自由泳接力
| 年            | 金牌 | 银牌 | 铜牌 |
| 1986 马德里   | 东德（GDR） · 曼努埃拉·施特尔马赫 · 阿斯特丽德·施特劳斯 · Nadja Bergknecht · 海克·弗里德里希 · Karen König* · Katja Hartmann*      | 美国（USA） · 贝齐·米切尔 · 玛丽·T·马尔 · Kimberley Brown · 玛丽·韦特 · Laura Walker* · Debbie Babashoff* · Julianne Brossman* | 荷蘭（NED） · Annemarie Verstappen · Jolande van der Meer · Mildred Muis · Conny van Bentum                                   |
| 1991 伯斯     | 德国（GER） · 克斯廷·基尔加斯 · 曼努埃拉·施特尔马赫 · 达格玛·哈泽 · Stephanie Ortwig · 斯文娅·施利希特* · 卡特琳·迈斯纳*           | 荷蘭（NED） · Marianne Muis · Manon Masseurs · Mildred Muis · Karin Brienesse · Diane van der Plaats*                          | 丹麦（DEN） · Gitta Jenssen · Berit Puggaard · Annette Poulsen · Mette Jacobsen                                               |
| 1994 罗马     | 中國（CHN） · 乐滢 · 杨爱华 · 周官彬 · 吕彬 · 单莺*                                                                                | 德国（GER） · 克斯廷·基尔加斯 · 弗兰齐斯卡·范阿尔姆齐克 · Julia Jung · 达格玛·哈泽 · Anja Kleber* · Jutta Renner*              | 美国（USA） · 克里斯蒂娜·托伊舍 · 珍妮·湯普森 · 珍妮特·埃文斯 · 妮科尔·海斯利特 · Dady Vincent* · 阿什莉·塔平*                |
| 1998 伯斯     | 德国（GER） · 弗兰齐斯卡·范阿尔姆齐克 · 达格玛·哈泽 · Silvia Szalai · 克斯廷·基尔加斯 · 雅尼娜-克丽斯廷·格茨* · 安特耶·布施舒尔特* | 美国（USA） · 克里斯蒂娜·托伊舍 · 琳赛·本科 · 布鲁克·本内特 · 珍妮·湯普森 · 阿什莉·惠特尼* · 特丽娜·杰克逊*                    | （AUS） · 朱莉娅·格雷维尔 · 安娜·温莎 · 苏茜·奥尼尔 · 彼得里娅·托马斯 · 埃玛·约翰逊*                                          |
| 2001 福冈     | 英國（GBR） · Nicola Jackson · Janine Belton · 卡伦·莱格 · 卡伦·皮克林                                                             | 德国（GER） · Silvia Szalai · Sarah Harstick · 汉娜·施托克鲍尔 · 迈克·弗赖塔格 · Alessa Ries*                                  | 日本（JPN） · 三田真希 · 萩原智子 · 永井奉子 · 山野井绘理                                                                     |
| 2003 巴塞罗那 | 美国（USA） · 琳赛·本科 · Rachel Komisarz · Rhi Jeffrey · 黛安娜·芒兹 · 玛格丽特·赫尔策* · Gabrielle Rose*                         | （AUS） · 埃尔卡·格雷厄姆 · 琳达·麦肯齐 · Kirsten Thompson · 艾丽斯·米尔斯 · Melanie Houghton* · Heidi Crawford* · 贾恩·鲁尼*  | 中國（CHN） · 周雅菲 · 徐妍玮 · 庞佳颖 · 杨雨                                                                                 |
| 2005 蒙特利尔 | 美国（USA） · 纳塔莉·考芙林 · 凯蒂·霍夫 · Whitney Myers · 凯特琳·桑德诺 · Mary DeScenza* · 卡罗琳·伯克尔* · Rachel Komisarz*       | （AUS） · 莉比·伦顿 · 谢恩·里斯 · 勃朗特·巴勒特 · 琳达·麦肯齐 · Melissa Mitchell* · 拉拉·达文波特*                             | 中國（CHN） · 朱颖文 · 庞佳颖 · 周雅菲 · 杨雨 · 汤景之*                                                                       |
| 2007 墨尔本   | 美国（USA） · 纳塔莉·考芙林 · 达娜·沃尔默 · 莱茜·尼梅耶 · 凯蒂·霍夫 · 卡拉·琳恩·乔伊斯* · 玛格丽特·赫尔策* · 阿曼达·韦尔*          | 德国（GER） · 迈克·弗赖塔格 · 布丽塔·斯特芬 · 彼得拉·达尔曼 · Annika Lurz · Daniela Samulski*                                  | 法國（FRA） · Alena Popchanka · Sophie Huber · Aurore Mongel · 洛尔·马诺杜 · Céline Couderc*                                  |
| 2009 罗马     | 中國（CHN） · 杨雨 · 朱倩蔚 · 刘京 · 庞佳颖                                                                                        | 美国（USA） · 达娜·沃尔默 · 莱茜·尼梅耶 · Ariana Kukors · 艾莉森·施米特 · Dagny Knutson* · 阿莉莎·安德森*                      | 英國（GBR） · 乔安妮·杰克逊 · 贾丝明·卡林 · 凯特琳·麦克拉奇 · 丽贝卡·阿德林顿 · 汉娜·米利*                                    |
| 2011 上海     | 美国（USA） · 蜜茜·富兰克林 · Dagny Knutson · 凯蒂·霍夫 · 艾莉森·施米特 · Jasmine Tosky*                                           | （AUS） · 勃朗特·巴勒特 · 布莱尔·埃文斯 · 安吉·班布里奇 · 凯莉·帕尔默 · Jade Neilsen*                                          | 中國（CHN） · 陈倩 · 庞佳颖 · 刘京 · 唐奕 · 朱倩蔚*                                                                           |
| 2013 巴塞罗那 | 美国（USA） · 姬蒂·雷德基 · 香农·弗里兰 · Karlee Bispo · 蜜茜·富兰克林 · Chelsea Chenault* · 玛雅·迪拉多* · Jordan Mattern*        | （AUS） · 勃朗特·巴勒特 · 凯莉·帕尔默 · 布里塔妮·埃尔姆斯利 · 艾莉西亞·古特絲 · 艾瑪·麥基翁* · 亚米·松尾*                      | 法國（FRA） · 卡米耶·米法 · 夏洛特·博内 · Mylène Lazare · 科拉莉·巴尔米 · Isabelle Mabboux*                                   |
| 2015 喀山     | 美国（USA） · 蜜茜·富兰克林 · 利娅·史密斯 · 凯蒂·麦克劳克林 · 姬蒂·雷德基 · 谢拉·朗格* · Chelsea Chenault* · 香农·弗里兰*          | 義大利（ITA） · 爱丽丝·米扎乌 · Erica Musso · 基娅拉·马西尼·卢切蒂 · 费代丽卡·佩莱格里尼                                       | 中國（CHN） · 邱钰涵 · 郭君君 · 张雨霏 · 沈铎 · 邵依雯* · 张雨涵*                                                             |
| 2017 布达佩斯 | 美国（USA） · 利娅·史密斯 · 马洛丽·科默福德 · 梅拉妮·马加利斯 · 姬蒂·雷德基 · 谢拉·朗格* · 哈莉·弗利金杰* · 玛迪辛·考克斯*         | 中國（CHN） · 艾衍含 · 刘子璇 · 张雨涵 · 李冰潔 · 王靖卓* · 沈鐸*                                                              | （AUS） · 麦迪逊·威尔逊 · 艾瑪·麥基翁 · 科托库·恩加瓦提 · 阿里亚妮·蒂特马斯 · 谢娜·杰克* · 利娅·尼尔*                         |
| 2019 光州     | （AUS） · 阿里亚妮·蒂特马斯 · 麦迪逊·威尔逊 · 布里安娜·思罗塞尔 · 艾瑪·麥基翁 · 利娅·尼尔* · 基雅·梅尔弗顿*                        | 美国（USA） · 西蒙娜·曼努埃尔 · 姬蒂·雷德基 · 梅拉妮·马加利斯 · 凯蒂·麦克劳克林 · 艾莉森·施米特* · 加比·德鲁夫* · 利娅·史密斯* | 加拿大（CAN） · 凯拉·桑切斯 · 泰勒·拉克 · 埃米莉·奥弗霍尔特 · 佩妮·奥莱克夏克 · 丽贝卡·史密斯* · 埃玛·奥克罗伊宁*             |
| 2022 布达佩斯 | 美国（USA） · 克莱尔·温斯坦 · 利娅·史密斯 · 姬蒂·雷德基 · 贝拉·西姆斯 · 亚历山德拉·沃尔什* · 哈莉·弗利金杰*                        | （AUS） · 麦迪逊·威尔逊 · 利娅·尼尔 · 基雅·梅尔弗顿 · 莫莉·奥卡拉汉 · 拉妮·帕利斯特* · 布里安娜·思罗塞尔*                      | 加拿大（CAN） · 萨默·麦金托什 · 凯拉·桑切斯 · 泰勒·拉克 · 佩妮·奥莱克夏克 · 玛丽-索菲·哈维* · 凯特琳·萨瓦尔* · 丽贝卡·史密斯* |
| 2023 福冈     | （AUS） · 莫莉·奥卡拉汉 · 谢娜·杰克 · 布里安娜·思罗塞尔 · 阿里亚妮·蒂特马斯 · 麦迪逊·威尔逊* · 拉妮·帕利斯特* · 基雅·梅尔弗顿*     | 美国（USA） · 埃琳·格默尔 · 姬蒂·雷德基 · 贝拉·西姆斯 · 亚历克丝·沙克尔 · 利娅·史密斯* · 安娜·佩普洛夫斯基*                    | 中國（CHN） · 李冰潔 · 李家萍 · 艾衍含 · 柳雅欣 · 杨佩琪* · 葛楚彤*                                                           |
| 2024 多哈     | 中國（CHN） · 艾衍含 · 龚真琦 · 李冰潔 · 杨佩琪 · 马永慧*                                                                          | 英國（GBR） · 弗雷娅·科尔伯特 · 阿比·伍德 · 露西·霍普 · 梅迪·哈里斯                                                            | （AUS） · 布里安娜·思罗塞尔 · 谢娜·杰克 · 阿比·哈金 · 基雅·梅尔弗顿 · 贾克琳·巴克利*                                          |
| 2025 新加坡   | （AUS） · 拉妮·帕利斯特 · 杰米·珀金斯 · Brittany Castelluzzo · 莫莉·奥卡拉汉 · Abbey Webb* · Milla Jansen* · Hannah Casey*         | 美国（USA） · 克莱尔·温斯坦 · 安娜·佩普洛夫斯基 · 埃琳·格默尔 · 姬蒂·雷德基 · 西蒙娜·曼努埃尔* · Anna Moesch* · 贝拉·西姆斯*   | 中國（CHN） · 柳雅欣 · 杨佩琪 · 余依婷 · 李冰潔 · 于子迪* · 吴卿风*                                                           |

*只参加了预赛的选手。

### 4×100米混合泳接力
| 年              | 金牌 | 银牌 | 铜牌 |
| 1973 贝尔格莱德 | 东德（GDR） · 乌尔丽克·里希特 · 雷娜特·福格尔 · 罗斯玛丽·科特尔 · 科内莉亚·恩德                                                                       | 美国（USA） · 梅利莎·贝洛特 · Marcia Morey · Deena Deardurff · 雪莉·巴巴绍夫                                                                     | 西德（FRG） · Angelike Greiser · Petra Nows · 古德龙·贝克曼 · 尤塔·韦伯                                                                                 |
| 1975 卡利       | 东德（GDR） · 乌尔丽克·里希特 · 汉内洛蕾·安克 · 罗斯玛丽·科特尔 · 科内莉亚·恩德                                                                       | 美国（USA） · Linda Jezek · Marcia Morey · Camille Wright · 雪莉·巴巴绍夫                                                                        | 荷蘭（NED） · Paula van Eijk · Wijda Mazereeuw · José Damen · Enith Brigitha                                                                            |
| 1978 柏林       | 美国（USA） · Linda Jasek · 特蕾西·考尔金斯 · Joan Pennington · Cynthia Woodhead                                                                      | 东德（GDR） · 比吉特·特赖贝尔 · Ramona Reinke · 安德烈娅·波拉克 · 芭芭拉·克劳泽                                                                  | 苏联（URS） · Yelena Kruglova · Yuliya Bogdanova · Irina Aksenova · Larisa Tsaryova                                                                     |
| 1982 瓜亚基尔   | 东德（GDR） · 克里斯汀·奥托 · 乌特·格韦尼格 · 伊内斯·盖斯勒 · Birgit Meineke · 西尔克·赫纳*                                                           | 美国（USA） · Susan Walsh · Kim Rhodenbaugh · 玛丽·T·马尔 · 吉尔·斯特克尔 · Libby Kinkead* · Jean Childs* · Melanie Buddemeyer* · Kathy Treible* | 苏联（URS） · Larisa Gorchakova · Svetlana Varganova · Natalia Pokas · Irina Gerasimova · Larisa Belokon* · Inna Abramova*                              |
| 1986 马德里     | 东德（GDR） · 卡特琳·齐默尔曼 · Sylvia Gerasch · Kornelia Gressler · 克里斯汀·奥托 · 曼努埃拉·施特尔马赫*                                             | 美国（USA） · 贝齐·米切尔 · Jennifer Hau · 玛丽·T·马尔 · 詹娜·约翰逊 · Ann Mahoney* · Cara Hafner* · Kara McGrath* · Laura Walker*               | 荷蘭（NED） · Jolanda de Rover · 彼得拉·范斯塔弗伦 · Conny van Bentum · Annemarie Verstappen                                                            |
| 1991 伯斯       | 美国（USA） · 贾妮·瓦格斯塔夫 · Tracey McFarlane · 克丽茜·阿曼-莱顿 · 妮科尔·海斯利特 · Jodi Wilson* · Tori de Silvia* · Julia Gorman* · 珍妮·湯普森* | （AUS） · 妮科尔·利文斯通 · Linley Frame · 苏茜·奥尼尔 · Karen Van Wirdum · 约翰娜·格里格斯*                                                     | 德国（GER） · 斯文娅·施利希特 · 雅娜·德里斯 · Susanne Müller · 曼努埃拉·施特尔马赫 · 达格玛·哈泽* · Alexandra Haenel* · Katrin Jäke* · 克斯廷·基尔加斯* |
| 1994 罗马       | 中國（CHN） · 贺慈红 · 戴国红 · 刘黎敏 · 乐靖宜 · 原媛* · 瞿韵* · 单莺*                                                                               | 美国（USA） · 莉·洛夫莱斯 · 克丽丝廷·匡斯 · 埃米·范戴肯 · 珍妮·湯普森 · Whitney Phelps* · 安杰尔·马蒂诺*                                         | 俄羅斯（RUS） · 尼娜·日瓦涅夫斯卡娅 · Olga Prokhorova · Svetlana Pozdeyeva · Natalya Meshcheryakova                                                     |
| 1998 伯斯       | 美国（USA） · 莉·莫勒 · Kristy Kowal · 珍妮·湯普森 · 埃米·范戴肯 · 贝丝·博茨福德* · Jenna Street* · 米丝蒂·海曼* · 芭芭拉·贝德福德*                   | （AUS） · Meredith Smith · 海伦·登曼 · 彼得里娅·托马斯 · 苏茜·奥尼尔 · 萨曼莎·赖利* · 安杰拉·肯尼迪* · 萨拉·瑞安*                                | 日本（JPN） · 中村真衣 · 田中雅美 · 青山绫里 · 源纯夏                                                                                                   |
| 2001 福冈       | （AUS） · Dyana Calub · 莱塞尔·琼斯 · 彼得里娅·托马斯 · 萨拉·瑞安 · Clementine Stoney* · 塔妮·怀特* · 埃尔卡·格雷厄姆                                 | 美国（USA） · 纳塔莉·考芙林 · Megan Quann · Mary DeScenza · Erin Phenix · Shelly Ripple* · 考特妮·希利* · Maritza Correia*                       | 中國（CHN） · 戰殊 · 罗雪娟 · 阮怡 · 徐妍玮 |
| 2003 巴塞罗那   | 中國（CHN） · 戰殊 · 罗雪娟 · 周雅菲 · 杨雨 | 美国（USA） · 纳塔莉·考芙林 · 阿曼达·比尔德 · 珍妮·湯普森 · 琳赛·本科 · Haley Cope* · Tara Kirk* · Mary DeScenza*                                | （AUS） · 贾恩·鲁尼 · 莱塞尔·琼斯 · 杰茜卡·席佩尔 · 乔迪·亨利                                                                                           |
| 2005 蒙特利尔   | （AUS） · 索菲·埃丁顿 · 莱塞尔·琼斯 · 杰茜卡·席佩尔 · 莉比·伦顿 · 贾恩·鲁尼* · 布鲁克·汉森* · 费莉西蒂·加尔韦斯* · 乔迪·亨利*                         | 美国（USA） · 纳塔莉·考芙林 · 謝茜嘉·哈迪 · Rachel Komisarz · 阿曼达·韦尔 · Jeri Moss* · Tara Kirk* · Mary DeScenza* · 莱茜·尼梅耶*              | 德国（GER） · 安特耶·布施舒尔特 · 萨拉·珀韦 · Annika Mehlhorn · 丹妮拉·格茨                                                                             |
| 2007 墨尔本     | （AUS） · 埃米莉·西博姆 · 莱塞尔·琼斯 · 杰茜卡·席佩尔 · 莉比·伦顿 · 塔妮·怀特* · 费莉西蒂·加尔韦斯* · 乔迪·亨利*                                      | 美国（USA） · 纳塔莉·考芙林 · Tara Kirk · Rachel Komisarz · 莱茜·尼梅耶 · Leila Vaziri* · 謝茜嘉·哈迪* · 达娜·沃尔默* · 阿曼达·韦尔*             | 中國（CHN） · 徐田龙子 · 罗男 · 周雅菲 · 徐妍玮 |
| 2009 罗马       | 中國（CHN） · 赵菁 · 陈慧佳 · 焦刘洋 · 李哲思 | （AUS） · 埃米莉·西博姆 · Sarah Katsoulis · 杰茜卡·席佩尔 · 莉比·特里克特 · Sally Foster* · 史蒂芬妮·賴斯* · 谢恩·里斯*                          | 德国（GER） · Daniela Samulski · 萨拉·珀韦 · Annika Mehlhorn · 布丽塔·斯特芬 · Daniela Schreiber*                                                       |
| 2011 上海       | 美国（USA） · 纳塔莉·考芙林 · 丽贝卡·索尼 · 达娜·沃尔默 · 蜜茜·富兰克林 · Elizabeth Pelton* · 克里斯蒂娜·马格努森* · 阿曼达·韦尔*                     | 中國（CHN） · 赵菁 · 季丽萍 · 陆滢 · 唐奕 · 高畅* · 孙晔* · 焦刘洋* · 李哲思*                                                                    | （AUS） · 贝琳达·霍金 · 莱塞尔·琼斯 · 艾莉西亞·古特絲 · Merindah Dingjan · 史蒂芬妮·賴斯*                                                               |
| 2013 巴塞罗那   | 美国（USA） · 蜜茜·富兰克林 · 謝茜嘉·哈迪 · 达娜·沃尔默 · Megan Romano · Elizabeth Pelton* · Breeja Larson* · 克莱尔·多纳休* · 香农·弗里兰*           | （AUS） · 埃米莉·西博姆 · Sally Foster · 艾莉西亞·古特絲 · 凯特·坎贝尔 · Samantha Marshall* · 艾瑪·麥基翁*                                       | 俄羅斯（RUS） · 达里娅·K·乌斯季诺娃 · 露莉亚·伊菲莫娃 · 斯韦特兰娜·奇姆罗娃 · 韦罗妮卡·波波娃 · Anna Belousova*                                         |
| 2015 喀山       | 中國（CHN） · 傅园慧 · 史婧琳 · 陆滢 · 沈铎 · 陳欣怡* · 邱钰涵*                                                                                       | 瑞典（SWE） · 米歇尔·科尔曼 · 珍妮·约翰森 · 莎拉·斯约史卓姆 · 路易丝·汉松                                                                        | （AUS） · 埃米莉·西博姆 · 泰勒·麦基翁 · 艾瑪·麥基翁 · 勃朗特·坎贝尔 · 麦迪逊·威尔逊* · 洛娜·汤克斯* · 瑪德琳·葛華斯* · 梅拉妮·施伦格*                   |
| 2017 布達佩斯   | 美国（USA） · 凱薩琳·貝克 · 莉莉·金 · 凱爾茜·沃雷爾 · 西蒙娜·曼努埃爾 · 奥利维娅·斯莫利加* · 凱蒂·梅里* · Sarah Gibson* · 马洛丽·科默福德*            | 俄羅斯（RUS） · 阿納斯塔西婭·費西科娃 · 尤莉亞·伊菲莫娃 · 斯韦特兰娜·奇姆罗娃 · 韦罗妮卡·波波娃 · Natalia Ivaneeva*                              | （AUS） · 埃米莉·西博姆 · 泰勒·麥基翁 · 艾瑪·麥基翁 · 勃朗特·坎貝爾 · 霍莉·巴勒特* · 杰茜卡·汉森* · 布里安娜·思罗塞尔* · 谢娜·杰克*                     |
| 2019 光州       | 美国（USA） · 麗根·史密斯 · 莉莉·金 · 凱爾茜·戴利亞 · 西蒙娜·曼努埃爾 · 奥利维娅·斯莫利加* · 梅拉妮·马加利斯* · 凯蒂·麦克劳克林* · 马洛丽·科默福德*   | （AUS） · 明娜·阿瑟顿 · 杰茜卡·汉森 · 艾瑪·麥基翁 · 凱特·坎貝爾 · 凱莉·麥基翁* · 布里安娜·思罗塞尔* · 麦迪逊·威尔逊*                             | 加拿大（CAN） · 凯莉·马斯 · 悉妮·皮克雷姆 · 玛格丽特·麦克尼尔 · 佩妮·奧萊克夏克 · 基拉·史密斯* · 丽贝卡·史密斯* · 泰勒·拉克*                            |
| 2022 布達佩斯   | 美国（USA） · 丽根·史密斯 · 莉莉·金 · 托丽·赫斯克 · 克莱尔·库赞 · 瑞安·怀特* · 亚历山德拉·沃尔什* · 娜塔莉·海因斯* · 艾丽卡·布朗*                     | （AUS） · 凯莉·麦基翁 · 詹娜·施特劳赫 · 布里安娜·思罗塞尔 · 莫莉·奥卡拉汉 · 麦迪逊·威尔逊*                                                       | 加拿大（CAN） · 凯莉·马斯 · 蕾切尔·尼科尔 · 玛姬·麦克尼尔 · 佩妮·奥莱克夏克 · 英格丽德·维尔姆* · 凯尔茜·沃格* · 凯拉·桑切斯*                            |
| 2023 福冈       | 美国（USA） · 丽根·史密斯 · 莉莉·金 · 格蕾琴·沃尔什 · 凯特·道格拉斯 · 凯瑟琳·伯科夫* · 莉迪亞·雅各比* · 托丽·赫斯克* · 阿比·魏策尔*                   | （AUS） · 凯莉·麦基翁 · 阿比·哈金 · 艾瑪·麥基翁 · 莫莉·奥卡拉汉 · 麦迪逊·威尔逊* · 布里安娜·思罗塞尔* · 梅格·哈里斯*                             | 加拿大（CAN） · 凯莉·马斯 · 索菲·安格斯 · 玛姬·麦克尼尔 · 萨默·麦金托什 · 英格丽德·维尔姆* · 玛丽-索菲·哈维*                                            |
| 2024 多哈       | （AUS） · 艾奥娜·安德森 · 阿比·哈金 · 布里安娜·思罗塞尔 · 谢娜·杰克 · 贾克琳·巴克利* · 亚历山德里娅·珀金斯*                                           | 瑞典（SWE） · 路易丝·汉松 · 索菲·汉松 · 萨拉·舍斯特伦 · 米歇尔·科尔曼 · 汉娜·罗斯瓦尔*                                                           | 加拿大（CAN） · 英格丽德·维尔姆 · 索菲·安格斯 · 丽贝卡·史密斯 · 泰勒·拉克 · 悉妮·皮克雷姆* · 凯特琳·萨瓦尔*                                             |
| 2025 新加坡     | 美国（USA） · 丽根·史密斯 · 凯特·道格拉斯 · 格蕾琴·沃尔什 · 托丽·赫斯克 · 凯瑟琳·伯科夫* · 莉莉·金* · 克莱尔·库赞* · 西蒙娜·曼努埃尔*                 | （AUS） · 凯莉·麦基翁 · 埃拉·拉姆齐 · 亚历山德里娅·珀金斯 · 莫莉·奥卡拉汉 · Sienna Toohey*                                                       | 中國（CHN） · 彭旭玮 · 唐钱婷 · 张雨霏 · 程玉洁 · 万乐天* · 杨畅* · 余依婷* · 吴卿风*                                                                   |

*只参加了预赛的选手。

### 男女混合4×100米自由泳接力
部分运动员为男运动员。
| 年            | 金牌 | 银牌 | 铜牌 |
| 2015 喀山     | 美国（USA） · 瑞安·洛赫特 · 倪家駿 · 西蒙娜·曼努埃尔 · 蜜茜·富兰克林 · 康納爾·德懷爾* · 玛戈·吉尔* · 阿比·魏策尔*                          | 荷蘭（NED） · 塞巴斯蒂安·沃斯邱林 · Joost Reijns · 拉诺米·克罗莫维焦约 · 费姆克·海姆斯凯克 · 凯尔·斯托尔克* · 玛丽特·斯滕贝亨*                    | 加拿大（CAN） · 桑托·孔多雷利 · 尤里·基斯爾 · 尚塔尔·范兰德赫姆 · 桑德里娜·曼维尔 · Karl Krug* · 潘卓源*                             |
| 2017 布達佩斯 | 美国（USA） · 凱勒布·德萊賽爾 · 倪家駿 · 马洛丽·科默福德 · 西蒙娜·曼努埃爾 · 布萊克·佩羅尼* · 湯利·哈斯* · 倪麗雅* · 凱爾茜·沃雷爾*        | 荷蘭（NED） · 本·施维泰特 · 凯尔·斯托尔克 · 費姆克·海姆斯凱克 · 拉諾米·克羅莫維焦約 · 莫德·范德梅尔*                                              | 加拿大（CAN） · 尤里·基斯爾 · 哈维尔·阿塞韦多 · 尚塔尔·范兰德赫姆 · 佩妮·奧萊克夏克 · 马库斯·索迈耶* · 桑德里娜·曼维尔*              |
| 2019 光州     | 美国（USA） · 凱勒布·德萊賽爾 · 扎克·埃波 · 马洛丽·科默福德 · 西蒙娜·曼努埃爾 · 布萊克·佩羅尼* · 倪家駿* · 凯蒂·麦克劳克林* · 阿比·魏策尔* | （AUS） · 凱爾·查默斯 · 克萊德·劉易斯 · 艾瑪·麥基翁 · 勃朗特·坎貝爾 · 卡梅倫·麥克沃伊* · 亚历山大·格拉汉姆* · 布里安娜·思罗塞尔* · 麦迪逊·威尔逊* | 法國（FRA） · 克莱芒·米尼翁 · 梅迪·梅泰拉 · 夏洛特·博内 · 玛丽·瓦泰尔 · 马克西姆·格鲁塞* · 贝丽尔·加斯塔德洛*                        |
| 2022 布達佩斯 | （AUS） · 傑克·卡特萊特 · 凯尔·查默斯 · 麦迪逊·威尔逊 · 莫莉·奥卡拉汉 · 扎克·因切尔蒂* · 杨旭* · 梅格·哈里斯* · 利娅·尼尔*                 | 加拿大（CAN） · 约书亚·连多 · 哈维尔·阿塞韦多 · 凯拉·桑切斯 · 佩妮·奥莱克夏克 · 鲁斯兰·加济耶夫* · 泰勒·拉克* · 玛姬·麦克尼尔*                    | 美国（USA） · 瑞安·荷德 · 布魯克斯·柯里 · 托丽·赫斯克 · 克莱尔·库赞 · 德魯·基布勒* · 艾丽卡·布朗* · 凯特·道格拉斯*                   |
| 2023 福冈     | （AUS） · 傑克·卡特萊特 · 凯尔·查默斯 · 谢娜·杰克 · 莫莉·奥卡拉汉 · 弗林·索瑟姆* · 麦迪逊·威尔逊* · 梅格·哈里斯*                           | 美国（USA） · 杰克·亚历克西 · 马特·金 · 阿比·魏策尔 · 凯特·道格拉斯 · 克里斯·吉利亚诺* · 奥利维娅·斯莫利加* · 贝拉·西姆斯*                        | 英國（GBR） · 馬修·理查茲 · 鄧肯·斯科特 · 安娜·霍普金 · 芙蕾雅·安德森 · 雅各布·惠特勒* · 托馬斯·迪安* · 露西·霍普*                   |
| 2024 多哈     | 中國（CHN） · 潘展乐 · 王浩宇 · 李冰潔 · 余依婷 · 季新杰* · 艾衍含*                                                                        | （AUS） · 凯·泰勒 · 傑克·卡特萊特 · 谢娜·杰克 · 布里安娜·思罗塞尔 · 亚历山德里娅·珀金斯* · 阿比·哈金*                                             | 美国（USA） · 亨特·阿姆斯特朗 · 马特·金 · 克莱尔·库赞 · 凯特·道格拉斯 · 卢克·霍布森* · Jack Aikins* · Addison Sauickie* · Kayla Han* |
| 2025 新加坡   | 美国（USA） · 杰克·亚历克西 · Patrick Sammon · 凯特·道格拉斯 · 托丽·赫斯克 · 克里斯·吉利亚诺* · Johny Kulow* · 西蒙娜·曼努埃尔*            | 中立运动员B（NAB） 叶戈尔·科尔涅夫 伊万·吉廖夫 Daria Trofimova 达里娅·克列皮科娃 弗拉季斯拉夫·格里尼奥夫* Alina Gaifutdinova* Milana Stepanova*   | 法國（FRA） · 马克西姆·格鲁塞 · 扬·勒戈夫 · 玛丽·瓦泰尔 · 贝丽尔·加斯塔德洛 · 拉斐尔·芬特-达梅尔* · Albane Cachot*                   |

*只参加了预赛的选手。

### 男女混合4×100米混合泳接力
部分运动员为男运动员。
| 年            | 金牌 | 银牌 | 铜牌 |
| 2015 喀山     | 英國（GBR） · 克里斯·沃克-赫本 · 亞當·佩蒂 · 西沃恩-玛丽·奥康纳 · 弗朗西斯卡·哈尔索尔 · 羅斯·默多克* · Rachael Kelly*                       | 美国（USA） · 瑞安·墨菲 · 凱文·柯德斯 · 凯蒂·麦克劳克林 · 玛戈·吉尔 · Kendyl Stewart* · 倪麗雅*                                             | 德国（GER） · 扬-菲利普·格拉尼亚 · 亨德里克·費爾德威爾 · 亚历山德拉·文克 · 安妮卡·布鲁恩                                                                      |
| 2017 布达佩斯 | 美国（USA） · 马特·格雷弗斯 · 莉莉·金 · 凱勒布·德萊賽爾 · 西蒙娜·曼努埃尔 · 瑞安·墨菲* · 凱文·柯德斯* · 凯尔茜·戴利亚* · 马洛丽·科默福德*   | （AUS） · 米奇·拉金 · Daniel Cave · 艾瑪·麥基翁 · 勃朗特·坎贝尔 · 凯莉·麦基翁* · 马修·威尔逊* · 格蘭特·歐文* · 谢娜·杰克*                   | 加拿大（CAN） · 凯莉·马斯 · 理查德·馮克 · 佩妮·奥莱克夏克 · 尤里·基斯爾 · 哈维尔·阿塞韦多* · 丽贝卡·史密斯* · 尚塔尔·范兰德赫姆*                              |
| 2017 布达佩斯 | 美国（USA） · 马特·格雷弗斯 · 莉莉·金 · 凱勒布·德萊賽爾 · 西蒙娜·曼努埃尔 · 瑞安·墨菲* · 凱文·柯德斯* · 凯尔茜·戴利亚* · 马洛丽·科默福德*   | （AUS） · 米奇·拉金 · Daniel Cave · 艾瑪·麥基翁 · 勃朗特·坎贝尔 · 凯莉·麦基翁* · 马修·威尔逊* · 格蘭特·歐文* · 谢娜·杰克*                   | 中國（CHN） · 徐嘉余 · 闫子贝 · 张雨霏 · 朱梦惠 · 李广源* · 史婧琳* · 李朱濠*                                                                                 |
| 2019 光州     | （AUS） · 米奇·拉金 · 马修·威尔逊 · 艾瑪·麥基翁 · 凯特·坎贝尔 · 明娜·阿瑟顿* · 马修·坦普尔* · 勃朗特·坎贝尔*                                | 美国（USA） · 瑞安·墨菲 · 莉莉·金 · 凱勒布·德萊賽爾 · 西蒙娜·曼努埃尔 · 马特·格雷弗斯* · 安德魯·威爾森* · 凯尔茜·戴利亚* · 马洛丽·科默福德* | 英國（GBR） · 乔治娅·戴维斯 · 亞當·佩蒂 · 詹姆斯·蓋伊 · 芙蕾雅·安德森 · 詹姆斯·威尔比*                                                                        |
| 2022 布达佩斯 | 美国（USA） · 亨特·阿姆斯特朗 · 尼克·芬克 · 托丽·赫斯克 · 克莱尔·库赞 · 萊恩·墨菲* · 莉莉·金* · 迈克尔·安德鲁* · 艾丽卡·布朗*               | （AUS） · 凯莉·麦基翁 · 扎克·斯塔布利特-庫克 · 马修·坦普尔 · 谢娜·杰克 · 艾萨克·库珀* · 马修·威尔逊* · 布里安娜·思罗塞尔* · 梅格·哈里斯*    | 荷蘭（NED） · 基拉·图桑 · 阿尔诺·卡明哈 · 尼尔斯·科斯坦耶 · 玛丽特·斯滕贝亨                                                                                   |
| 2023 福冈     | 中國（CHN） · 徐嘉余 · 覃海洋 · 张雨霏 · 程玉洁 · 闫子贝* · 王一淳* · 吴卿风*                                                               | （AUS） · 凯莉·麦基翁 · 扎克·斯塔布利特-庫克 · 马修·坦普尔 · 谢娜·杰克 · 布拉德利·伍德沃德 · 塞缪尔·威廉森 · 艾玛·麦基翁*                   | 美国（USA） · 瑞安·墨菲 (52.02) · 尼克·芬克 (58.19) · 托丽·赫斯克 (58.19) · 凯特·道格拉斯 (51.79) · 凯瑟琳·伯科夫* · 乔希·马西尼* · 戴尔·罗斯* · 阿比·魏策尔* |
| 2024 多哈     | 美国（USA） · 亨特·阿姆斯特朗 · 尼克·芬克 · 克莱尔·库赞 · 凯特·道格拉斯 · Jack Aikins* · Jake Foster* · Rachel Klinker* · Addison Sauickie* | （AUS） · 布拉德利·伍德沃德 · 塞缪尔·威廉森 · 布里安娜·思罗塞尔 · 谢娜·杰克 · 亚历山德里娅·珀金斯* · 阿比·哈金*                             | 英國（GBR） · 梅迪·哈里斯 · 亞當·佩蒂 · 馬修·理查茲 · 安娜·霍普金 · 詹姆斯·威尔比* · 鄧肯·斯科特*                                                             |
| 2025 新加坡   | 中立运动员B（NAB） 米龙·利芬采夫 基里尔·普里戈达 达里娅·克列皮科娃 Daria Trofimova Danil Semianinov* Aleksandra Kuznetsova*                 | 中國（CHN） · 徐嘉余 · 覃海洋 · 张雨霏 · 吴卿风 · 董志豪* · 余依婷* · 程玉洁*                                                               | 加拿大（CAN） · 凯莉·马斯 · Oliver Dawson · 约书亚·连多 · 泰勒·拉克 · 英格丽德·维尔姆* · 布鲁克琳·杜思赖特*                                                   |

*只参加了预赛的选手。